# モンスターファームのモンスター一覧
モンスターファームのモンスター一覧（モンスターファームのモンスターいちらん）は、『モンスターファーム』に登場するモンスターの一覧。

## 作品の略称
- 「モンスターファーム（PS）」→「MF1」
- 「モンスターファーム2」→「MF2」
- 「ソロモン」→「ソロモン」
- 「モンスターファーム（PS2）」→「PS2MF」
- 「モンスターファーム4」→「MF4」
- 「モンスターファーム5」→「MF5」
- 「モンスターファームアドバンス」→「MFA」
- 「モンスターファームアドバンス2」→「MFA2」
- 「かいて しゃべって はじめよう!モンスターファームDS」→「MFDS」
- 「モンスターファームDS2 甦る!マスターブリーダー伝説!」→「MFDS2」
- 「モンスターファーム オンライン」→「オンライン」
- 「モンスターファーム ラグーン」→「ラグーン」
- 「LINEモンスターファーム」→「LMF」

## モンスターファーム(PS)
ディノ
- 登場作品 = MF1、ソロモン、MF4

恐竜型モンスター。平均的な能力を持つ一般的なモンスター。ブリーダーの能力が最も反映される。「MF4」の図鑑によれば全てのモンスターの先祖、つまり円盤石から最初に再生されたモンスターである。「MF2」ではディノと似た種族ロードランナーがいる。「MF4」ではディノ（ロードランナー+???）が6年ぶりに登場する。
ディノを主体としたモンスター
- アンキロックス（ディノ+ゴーレム）
- ライディーン（ディノ+ライガー）
- プテラノピクス（ディノ+ピクシー）
- カッチュウサウル（ディノ+ワーム）
- スカシトカゲ（ディノ+ゲル）
- マスタード（ディノ+スエゾー）
- ブチサウラ（ディノ+ハム）
- ガリニクス（ディノ+ガリ）
- ブラックディノ（ディノ+モノリス）
- ティラノパープル（ディノ+ナーガ）
- アロハノサウルス（ディノ+プラント）
- ゲイシャノサウルス（ディノ+???）
- ギャロップ（ディノ+???）
- アジャパノドン（ディノ+???）

ゴーレム
- 登場作品 = MF1、MF2、ソロモン、PS2MF、MFA、MFA2、MF4、MF5、MFDS、MFDS2、オンライン、ラグーン

全身が固い岩で出来ているため、動きは遅いが一撃必殺の高い攻撃力を持つ。「MF2」の図鑑によると忠誠心は高く性格は真面目で、ブリーダーの人気は高い。モークス派生に属している。「MFA2」のゴビの作り方はゴーレム+???に変更で、ゴビ〜ゴビマリーネはゴビの姿をしている。
「ラグーン」ではモリビトゴーレムは「MF2」時代のゴーレムの姿をしている。
ゴーレムを主体としたモンスター
MF1
- グランドバンカー（ゴーレム+ディノ（ロードランナー））
- ブルーマウンテン（ゴーレム+ライガー）
- ヘビーダイアナ（ゴーレム+ピクシー）
- マグナビートル（ゴーレム+ワーム）
- ポセイドン（ゴーレム+ゲル）
- タイタン（ゴーレム+スエゾー）
- モアイゴン（ゴーレム+ハム）
- アメンホテプ（ゴーレム+ガリ）
- ケンプファー（ゴーレム+モノリス）
- マーブルガイ（ゴーレム+ナーガ）
- エコロガーデアン（ゴーレム+プラント）
- ブリーフマン（ゴーレム+???）

MF2
- タイラント（ゴーレム+ドラゴン）
- ストロングホーン（ゴーレム+ビークロン）
- ゴビ（ゴーレム+ヘンガー）
- マリオマックス（ゴーレム+チャッキー）
- バトルロックス（ゴーレム+デュラハン）
- ダゴン（ゴーレム+アローヘッド）
- スリーピー（ゴーレム+バクー）
- プレッシャー（ゴーレム+グジラ）
- ダオ（ゴーレム+バジャール）
- アストロ（ゴーレム+メタルナー）
- アンゴルモア（ゴーレム+ジョーカー）
- ウッディー（ゴーレム+モック）
- ニューボトル（ゴーレム+???）

PS2MF
- エレバス（ブリリア派生）
- カイオー（ゴート派生）
- ラピスラテル（タクラマ派生）
- レムラーリア（カララギ派生）
- オルメカ（特殊）
- ネーデル（特殊）
- バウム（特殊）
- オー（特殊）

MFA
- レムラーリア（ゴーレム+ニャー）
- モチーニュードー（旧名：ヘビーピーチ）（ゴーレム+モッチー）
- ウィッカーマン（ゴーレム+ダックン）
- ブリックゴーレム（ゴーレム+タコピ）
- ジオ（ゴーレム+モギィ）
- ヒポギガス（ゴーレム+サイローラー）
- テュポーン（ゴーレム+モモ）
- シーパレス（ゴーレム+レシオネ）
- プリズンガード（ゴーレム+ザン）
- オーガ（ゴーレム+アントラン）
- ナスカストーン（ゴーレム+???）
- クリスタリア（ゴーレム+???）

MFA2
- トゥールハンマー（ゴーレム+???）
- ボルカヌス（ゴーレム+???）
- タロス（ゴーレム+???）
- ドロタボウ（ゴーレム+???）
- ゴビ（ゴーレム+???）
- プリースト（ゴーレム+???）
- ゴグマゴグ（ゴーレム+???）
- ゴビマリーネ（ゴーレム+???）

MF4
- ダイコロボッチ（ゴーレム+コロペンドラ）
- アラワシオウ（ゴーレム+ライデン）
- ギガバイオ（ゴーレム+ギタン）
- ガジェッターG（ゴーレム+???）

MF5
- ブッチャーキング（ゴーレム+???）

MFDS
- ゴーレムもどき（ゴーレム+???）

ラグーン
- モリビトゴーレム

ライガー
- 登場作品 = MF1、MF2、ソロモン、PS2MF、MFA、MFA2、MF4、MF5、MFDS、MFDS2、オンライン、ラグーン

2本の角が特徴の犬型モンスター。人によく懐くので、一般の人にもペットとして育成されることが多い。「MF2」の図鑑によると人間を家族と思っているため裏切ることが無い。「PS2MF」の図鑑によるとかつては「青い北風」と呼ばれて恐れられていたが、「MF4」の図鑑にもあるように今ではその面影は無い。ブリリア派生に属している。「MFA2」ではシロ〜カーシーまでは角が大きいライガーのグラフィックを使用している。
ライガーを主体としたモンスター
MF1
- デトナレックス（ライガー+ディノ（ロードランナー））
- トウテツ（ライガー+ゴーレム）
- デトナクリス（ライガー+ピクシー）
- ヤクトハウンド（ライガー+ワーム）
- アクアストライク（ライガー+ゲル）
- モノアイ（ライガー+スエゾー）
- ハムライガー（ライガー+ハム）
- ダンデライオン（旧名：バロン）（ライガー+ガリ）
- クロ（旧名：テラードッグ）（ライガー+モノリス）
- ケルベロス（ライガー+ナーガ）
- エコノキックス（ライガー+プラント）
- ギンギライガー（ライガー+???）

MF2
- シロ（ライガー+???（ゼノン））

PS2MF
- ガルム（ゴート派生）
- アヌビス（タクラマ派生）
- リュオン（カララギ派生とライガー+モギィ）
- レムス（モークス派生）
- ルビィ（特殊）
- フェンリル（特殊）
- ドーベルIT（特殊）

MFA
- ニャイガー（ライガー+ニャー）
- スプリングス（ライガー+モッチー）
- フレアスター（ライガー+ドラゴン）
- ヴォルグ（ライガー+アローヘッド）
- バンダースナッチ（ライガー+ダックン）
- オクトステップ（ライガー+タコピ）
- エメラルド（ライガー+サイローラー）
- シルヴィー（ライガー+デュラハン）
- バーゲスト（ライガー+ジョーカー）
- ヘイゼル（ライガー+モモ）
- ガルム（旧名：ミストラル）（ライガー+レシオネ）
- ナイトファング（ライガー+ザン）
- ボルティー（ライガー+アントラン）
- ワカクサマル（ライガー+???）

MFA2
- スカーレット（ライガー+スズリン）
- ポットドッグ（旧名：ライボット）（ライガー+ヘンガー）
- スレイプニル（ライガー+ライデン）
- ヘルハウンド（ライガー+???）
- ユキカゼ（ライガー+???）
- キリン（ライガー+???）
- シロ（ライガー+???（ゼノン））
- イフリート（ライガー+???）
- カーシー（ライガー+???）

MF4
- ジャガービート（ライガー+ビークロン）
- ヘルムハウンド（ライガー+マジロー）
- フレイザー（ライガー+???（アビス））

MF5
- バスカビル（ライガー+ギタン）
- クロックドッグ（ライガー+???）

MFDS
- ライガーもどき（ライガー+???）
- ダンテライオン（ライガー+???（ガリ））

MFDS2
- ポチ（ライガー+???）

オンライン
- エクスライガー
- カゼノライガー

ピクシー
- 登場作品 = MF1、MF2、PS2MF、MFA、MFA2、MF4、MF5、MFDS、MFDS2、オンライン、ラグーン

2本の角が特徴の人型モンスター。賢さが高いが非常に我侭な性格。育成が難しいながらも人気は高く、「MF2」の図鑑によるとピクシーしか育てなというマニアまで存在するという。「PS2MF」のタクラマ派生で図鑑よると性格にややきつめが加えられた。「MFA」の図鑑によると森の妖精らしい。「MFA2」のヴァルキリー〜カーリーはピクシーのグラフィックを使用していない。「ラグーン」ではMF1からの姿をしたピクシーはアルトピクシーに変更された。
ピクシーを主体としたモンスター
MF1
- ディクシー（ピクシー+ディノ（ロードランナー））
- ビーナス（ピクシー+ゴーレム）
- アエロー（旧名：ミント）（ピクシー+ライガー）
- ナハトファルター（ピクシー+ワームとカララギ派生）
- ナギサ（ピクシー+ゲル）
- スエコ（ピクシー+スエゾー）
- セピアリエーヴル（ピクシー+ハム）
- エンジェル（ピクシー+ガリとブリリア派生）
- プリズムシャドウ（ピクシー+モノリス）
- ラベンダーキール（ピクシー+ナーガ）
- リーフ（ピクシー+プラント）
- バニー（ピクシー+???）
- プラチナ（ピクシー+???）
- イヴ（ピクシー+???）

MF2
- ダイナ（ピクシー+ドラゴン）
- ユニコ（ピクシー+ケンタウロス）
- ジル（ピクシー+チャッキー）
- ジャンヌ（ピクシー+デュラハン）
- ファー（ピクシー+アーケロ）
- ジーニヤー（ピクシー+バジャール）
- フューチャー（ピクシー+メタルナー）
- ユキ（ピクシー+ジール）
- リリム（ピクシー+ジョーカー）
- フォレスト（ピクシー+モック）
- ポワゾン（ピクシー+???）
- カスミ（ピクシー+???）
- ミーア（ピクシー+???）

PS2MF
- ウンディーネ（もしくはマーメイド）（ゴート派生とピクシー+レシオネ）
- ファーン（モークス派生）
- ニンフ（特殊とピクシー+???）
- バンシー（特殊）
- ヴァルキリー（特殊）
- ファンチューカ（特殊）

MFA
- ニャン（ピクシー+ニャー）
- リップピンク（ピクシー+モッチー）
- ヴィヴィアン（ピクシー+アローヘッド）
- ミスチフ（ピクシー+ダックン）
- サンターン（ピクシー+タコピ）
- アマゾーン（ピクシー+モギィ）
- ナイルブルー（ピクシー+サイローラー）
- ザイロホーン（ピクシー+モモ）
- ツクヨミ（ピクシー+ザン）
- アルラト（ピクシー+アントラン）
- アルティマ（ピクシー+???）

MFA2
- リンカ（ピクシー+スズリン）
- ボンデージ（ピクシー+ライデン）
- ヘル（ピクシー+ギタン）
- カーミラ（ピクシー+???）
- サンダーウーマン（ピクシー+???）
- ストリーム（ピクシー+???）
- ヴァルキリー（ピクシー+???）
- アヤネ（ピクシー+???）
- セラフィム（ピクシー+???）
- アプサラス（ピクシー+???）
- カーリー（ピクシー+???）

MF4
- オトヒメ（ピクシー+オギョウ）
- フェレーリア（ピクシー+リッパー）
- ミク（ピクシー+???） - 元ネタは「零」の雛咲深紅。
- カスミ（ピクシー+???） - 元ネタは「デッドオアアライブ」に登場するカスミ。

MF5
- コロンビナ（ピクシー+ピロロ）
- カン・フー（ピクシー+???）

MFDS
- ピクシーもどき（ピクシー+???）

ラグーン
- ディナシー
- ヴィッキー
- サンディー
- アルトピクシー

ワーム
- 登場作品 = MF1、MF2、オンライン、ラグーン

芋虫のような体と巨大な口を持つ虫型モンスター。伸縮自在の牙を持ち、遠い間合いからの攻撃も可能。腹面が脆いが生命力は高い。「MF2」の図鑑に言及されるように体内に高速移動用の長い節足を3対隠しており、ファーム内でも時折これを使って移動する様子が見られる。一定の条件を満たすと蛹を作り、subにワームを含むモンスターやビークロンに羽化する。
ワームを主体としたモンスター
MF1
- トカゲムシ（ワーム+ディノ（ロードランナー））
- イワムシ（ワーム+ゴーレム）
- ブルードリル（ワーム+ライガー）
- ベニシャクトリ（ワーム+ピクシー）
- グラスワーム（ワーム+ゲル）
- ザザムワーム（ワーム+スエゾー）
- コロネ（ワーム+ハム）
- カメンワーム（ワーム+ガリ）
- クロザザム（ワーム+モノリス）
- ムラサキチュウ（ワーム+ナーガ）
- ハナシャクトリ（ワーム+プラント）
- タンク（ワーム+???）

MF2
- エクスプレス（ワーム+???）

ゲル
- 登場作品 = MF1、MF2、ソロモン、PS2MF、MF4、MF5

液体型モンスター。ゲル状の体がダメージを最小限にやわらげる。攻めより守りが得意なモンスター。「PS2MF」のゲルのみ人の形をしていないが、これは同作の図鑑によれば「PS2MF」のゲルの姿がゲル本来の姿で、人の形をしたゲルは人の姿を真似ているためであるとされる。ゴート派生に属している。「MF5」の図鑑によるとモンスターファームの世界におけるヘリコプターはゲルの技の一つであるゲルコプターを見て作られたと書かれている。
ゲルを主体としたモンスター
MF1
- ウロコゲル（ゲル+ディノ（ロードランナー））
- イシガキゲル（ゲル+ゴーレム）
- ミントジェラード（ゲル+ライガー）
- ピンクジャム（ゲル+ピクシー）
- カンテンムシ（ゲル+ワーム）
- メダマゼリー（ゲル+スエゾー）
- ジビエゲル（旧名：ネンドマン）（ゲル+ハム）
- ゲルキゾク（ゲル+ガリ）
- マグマグミ（ゲル+モノリス）
- パープリン（ゲル+ナーガ）
- レゲエスライム（旧名：エコスライム）（ゲル+プラント）
- ボーダー（ゲル+???）
- トリコ（ゲル+???）

MF2
- メタルゲル（ゲル+???）

PS2MF
- マシュマロ（ブリリア派生）
- キャラメル（タクラマ派生）
- カカオ（カララギ派生）
- クロロ（モークス派生）
- プリンゲ（特殊）

MF4
- ダークセル（ゲル+ジョーカー）
- プリンゲル（ゲル+スズリン）

MF5
- インセブル（ゲル+ビークロン）
- フレイムゲル（ゲル+ドラゴン）
- ガル（ゲル+ガルゥ）
- モモスライム（ゲル+モッチー）
- ペドリーノ（ゲル+ピロロ）
- ゲルニコ（ゲル+???）

スエゾー
- 登場作品 = MF1、MF2、ソロモン、PS2MF、MFA、MFA2、MF4、MF5、MFDS、MFDS2、ラグーン、影牢 〜刻命館 真章〜、マジカルドロップモンスターファーム5

大きなひとつの目玉のある球体の体に尻尾がくっついたような形をしている奇妙なモンスター。敵のガッツをダウンさせる能力が高い。「MF2」の図鑑によると頭が良く人間くさい表情を見せるので人気がある。「PS2MF」ではタクラマ派生に属している。「PS2MF」の図鑑によると扱いづらいため野良スエゾーが増えている。「影牢〜刻命館 真章〜」ではトラップの一つとして登場。「マジカルドロップモンスターファーム5」にも登場。喋り方はアニメの方に近い。
なお、「オンライン」ではスエゾーは登場予定はあったものの「オンライン」が終了したため登場できなかったが、「ラグーン」では登場する。
スエゾーを主体としたモンスター
MF1
- メロンボ（スエゾー+ディノ（ロードランナー））
- イワゾー（スエゾー+ゴーレム）
- ツノマル（スエゾー+ライガー）
- ピンキー（スエゾー+ピクシー）
- ムシメ（スエゾー+ワーム）
- スケゾー（スエゾー+ゲル）
- ガンバ（スエゾー+ハム）
- オリオン（スエゾー+ガリ）
- アカメ（スエゾー+モノリス）
- ノリゾー（スエゾー+ナーガ）
- プラムラー（スエゾー+プラント）
- エステシャン（スエゾー+???）
- ワクセイ（スエゾー+???）
- アンコウ（スエゾー+???）

MF2
- キンゾー（スエゾー+???）
- ギンゾー（スエゾー+???）
- ブロンズゾー（スエゾー+???）
- ベタピン（スエゾー+???）
- すえきすえぞー（スエゾー+???）

PS2MF
- ウサゾー（ブリリア派生）
- フカゾー（ゴート派生とスエゾー+レシオネ）
- モンゾー（カララギ派生）
- タヌゾー（モークス派生）
- スエチヨ（特殊）

MFA
- ネコメ（スエゾー+ニャー）
- モチマル（スエゾー+モッチー）
- アカマル（スエゾー+ドラゴン）
- エビゾー（スエゾー+アローヘッド）
- ツカレメ（スエゾー+ダックン）
- タコノメ（スエゾー+タコピ）
- ワカゾー（旧名：アースアイ）（スエゾー+モギィ）
- ハジケダマ（スエゾー+サイローラー）
- メタルスエ（スエゾー+デュラハン）
- アクダマ（スエゾー+ジョーカー）
- ブラウンアイ（スエゾー+モモ）
- ザンゾー（スエゾー+ザン）
- ギリメカラ（スエゾー+アントラン）
- ジャガンジ（スエゾー+???）

MFA2
- チェリー（スエゾー+スズリン）
- トリメ（スエゾー+ライデン）
- ルナボール（スエゾー+???）
- ナイトビジョン（スエゾー+???）

MF4
- アイズビー（スエゾー+ビークロン）
- ヤキューコゾウ（スエゾー+???）

MF5
- スエセイジン（スエゾー+???）
- トロゾー（スエゾー+???）

MFDS
- スエゾーもどき（スエゾー+???）

ハム
- 登場作品 = MF1、MF2、ソロモン、PS2MF、MFA2、MF4、MF5、MFDS、MFDS2、オンライン、ラグーン

ウサギ型モンスター。小さな体からは思いもよらない攻撃力を持つ。ヒットアンドアウェイの戦いが得意。オナラも使う。「MF2」の図鑑によると前作で使っていた技がないのは、祖先の違いで種族の違いではない。「PS2MF」ではモークス派生のモンスター。「MFA2」以降はスカーフを首に巻いている。
ハムを主体としたモンスター
MF1
- ウロコウサギ（ハム+ディノ（ロードランナー））
- ロックブラッド（ハム+ゴーレム）
- パルスコーン（ハム+ライガー）
- ヴァージアハピ（ハム+ピクシー）
- トルクレンチ（ハム+ワーム）
- ブルーフレア（ハム+ゲル）
- クロスフォーアイ（ハム+スエゾー）
- ハムオウジ（ハム+ガリ）
- ダークハム（ハム+モノリス）
- ラベンダーロック（ハム+ナーガ）
- ハムリーフ（ハム+プラント）
- ティーシャツ（ハム+???）
- サンタ（ハム+???）

MF2
- トルネード（ハム+???）

PS2MF
- ストロベリー（ブリリア派生）
- スペアミント（ゴート派生）
- ジロー（タクラマ派生）
- スカーフィー（カララギ派生）
- ヒョーガラ（特殊）
- ハニー（特殊）
- マム（特殊）

MFA2
- ハムニャー（ハム+ニャー）
- ハッピ（ハム+タコピ）
- ガンビット（旧名：ムーンライト）（ハム+デュラハン）
- ペイン（ハム+ジョーカー）
- スペアミント（ハム+レシオネ）
- エサースロン（ハム+ザン）
- ピーチシーズン（ハム+スズリン）
- ハムムン（ハム+ヘンガー）
- トビタ（旧名：イナバノハム）（ハム+ライデン）
- ホムンクルス（ハム+???）
- セロリアン（ハム+???）

MF4
- ラバラビィ（ハム+コロペンドラ）
- ジャッコランタン（ハム+パンチョ）
- トビタ（ハム+ライデン）
- アンキロハム（ハム+マジロー）
- オンミツハム（ハム+???）

MF5
- ドラビット（ハム+ドラゴン）
- マーム（ハム+マヤー）
- ロボラビV（ハム+???）

MFDS
- ハムもどき（ハム+???）

MFDS2
- ロボラビX（ハム+???）

ラグーン
- ムハットハム

ガリ
- 登場作品 = MF1、MF2、ソロモン、MFA2、MFDS2

太陽のような形の仮面とマントからなるモンスター。最も神に近いとされる。仮の体を使っているため本当の力は出せないが、「MFDS2」の図鑑によると1000年間太陽の光を浴び続けて自らが太陽になって生まれ変わったモンスター。ガリを主体とした合体モンスターは図鑑ではサブモンスターの守護神であるとされる。マジンを出すのに必要なモンスターの一つ。「MF2」の図鑑によると性格はお茶目で修行中の身らしい。
ガリを主体としたモンスター
MF1
- レクサス（ガリ+ディノ（ロードランナー））
- ウォーロックス（ガリ+ゴーレム）
- イヌガミ（ガリ+ライガー）
- ピクセル（ガリ+ピクシー）
- ツチノコボクサー（ガリ+ワーム）
- アクアリウス（ガリ+ゲル）
- ヒトツメオウジ（ガリ+スエゾー）
- ガリオン（ガリ+ハム）
- ガリラス（ガリ+モノリス）
- シオンカメン（ガリ+ナーガ）
- カラフルマスク（ガリ+プラント）
- ホッケー（ガリ+???）
- クマドリー（ガリ+???）
- アマノガワ（ガリ+???）

MF2
- ハレハレ（ガリ+???）

MFA2
- サンセットガリ（ガリ+???）
- ガリノカゲ（ガリ+???）

MFDS2
- ヴェルデ（ガリ+ケンタウロス）
- アルティメット（ガリ+???）
- ガリもどき（ガリ+???）

モノリス
- 登場作品 = MF1、MF2、MFA2、MFDS2

壁型モンスター。通常は非常に固いが、攻撃を受けたときはわざと分裂してダメージを押える。マジンを出すのに必要なモンスターの一つ。ラクガキを出すモンスターに必要なラクガキモノもモノリスからである。
モノリスを主体としたモンスター
MF1
- ジュラスウォール（モノリス+ディノ（ロードランナー））
- ランドオベリスク（モノリス+ゴーレム）
- ブルースポンジ（モノリス+ライガー）
- ロンパーウォール（モノリス+ピクシー）
- ソボロベント（モノリス+ワーム）
- アイスキャンディ（モノリス+ゲル）
- スタイルフォーム（モノリス+スエゾー）
- ワイルドブロック（モノリス+ハム）
- バロックス（モノリス+ガリ）
- アスファール（モノリス+ナーガ）
- ワカクサケンザイ（モノリス+プラント）
- クロシロ（モノリス+???）
- アオゾラ（モノリス+???）
- ラクガキモノ（モノリス+???）

MF2
- ホシゾラ（モノリス+???）
- ドミノス（モノリス+???）

MFA2
- モチリス（モノリス+モッチー）
- バンリ（モノリス+ドラゴン）
- ステンドウォール（モノリス+ダックン）
- トランスウォール（モノリス+モギィ）
- ブルーウィンド（モノリス+サイローラ）
- アマノイワト（モノリス+ジョーカー）
- ナゲキ（モノリス+レシオネ）
- チョコウォール（モノリス+ヘンガー）
- チョコパフェ（モノリス+ライデン）
- マッドウォール（モノリス+ギタン）
- ウイロウ（モノリス+???）
- カステラ（モノリス+???）

MFDS2
- アカシック（モノリス+???）
- モノリスもどき（モノリス+???）

ナーガ
- 登場作品 = MF1、MF2、ソロモン、PS2MF、MFA、MFA2、MF4、MF5、MFDS2

鋭い爪を持った半人半蛇のような姿を持つモンスター。最も凶暴なモンスターで敵を倒すことを生き甲斐としており、それ以外に興味は無い。「PS2MF」ではカララギ派生モンスター。
ナーガを主体としたモンスター
MF1
- ヴァイパー（旧名：スティンガー）（ナーガ+ディノ（ロードランナー））
- トライデント（ナーガ+ゴーレム）
- ストライクリパー（ナーガ+ライガー）
- ディアナリパー（ナーガ+ピクシー）
- テロルシザーズ（ナーガ+ワーム）
- ヒドラ（旧名：アクアシザーズ）（ナーガ+ゲル）
- サイクロップス（ナーガ+スエゾー）
- エッジホッグ（ナーガ+ハム）
- バズラ（ナーガ+ガリ）
- レッドアイ（ナーガ+モノリス）
- ジャングラー（ナーガ+プラント）
- カリビアン（ナーガ+???）
- セイラー（ナーガ+???）

MF2
- トキビト（ナーガ+???）

PS2MF
- リョザン（ブリリア派生）
- アーマン（ゴート派生）
- アスピス（タクラマ派生）
- ヴァイパー（モークス派生）
- エキドナ（特殊）
- クロール（特殊）

MFA
- カリュウド（ナーガ+ニャー）
- ロゼオコブラ（旧名：オゼロコブラとワイルドピンク）（ナーガ+モッチー）
- マグマブラッド（ナーガ+ドラゴン）
- アカネノオロチ（ナーガ+アローヘッド）
- アルビナ（ナーガ+ダックン）
- オクタクロー（ナーガ+タコピ）
- サンドラー（ナーガ+モギィ）
- トライセン（ナーガ+サイローラー）
- メタルクロー（ナーガ+デュラハン）
- エキドナ（ナーガ+ジョーカー）
- ナットイーター（ナーガ+モモ）
- ヒドゥラー（ナーガ+レシオネ）
- スカーフェイス（ナーガ+ザン）
- アルカトラズ（ナーガ+アントラン）
- ドグマ（ナーガ+???）

MFA2
- ブルーネイル（ナーガ+スズリン）
- ピュトン（ナーガ+ライデン）
- ヤクトナーガ（ナーガ+ガルゥ）
- グレンデル（ナーガ+???）
- コウハク（ナーガ+???）

MF4
- セト（ナーガ+ヘンガー）
- ハクタク（ナーガ+リッパー）
- ウエストたまお（ナーガ+???）
- ブロブスター（ナーガ+???）

MF5
- ブラドストラ（ナーガ+???）

MFDS2
- ソンナバナナ（ナーガ+???）
- ナーガもどき（ナーガ+???）

プラント
- 登場作品 = MF1、MF2、ソロモン、PS2MF、MF4、MF5、MFDS、MFDS2、ラグーン

植物型モンスター。性格はおとなしく安全なので、一般の人々にも飼われる事が多い。鑑賞モンスター。「MF1」では最強格の性能を持つ種族として評価されており、それを意識してか「MF2」の図鑑によるとIMaのプラントはFIMBAより弱めとされている。また、「PS2MF」の図鑑によるとスパルタに育てると花が青くなるというデマのせいで多くのプラントが逃げ出してノラモンになったという。モークス派生モンスター。
プラントを主体としたモンスター
MF1
- ウロコクサ（プラント+ディノ（ロードランナー））
- ガンセキソウ（プラント+ゴーレム）
- ブルーフラワー（プラント+ライガー）
- ベニヒメソウ（プラント+ピクシー）
- ウスバカゲソウ（プラント+ワーム）
- オボロゲソウ（プラント+ゲル）
- ヒネクレソウ（プラント+スエゾー）
- ウサギソウ（プラント+ハム）
- サンプラー（旧名：キンプンソウ）（プラント+ガリ）
- モノクロッカス（プラント+モノリス）
- ジャアクソウ（プラント+ナーガ）
- トカイノハナ（プラント+???）
- ボンサイ（プラント+???）

MF2
- ドレットハーブ（プラント+???）

PS2MF
- ケッショウカ（ブリリア派生）
- ココナッツ（ゴート派生）
- サボラン（タクラマ派生）
- ジャングルプラム（カララギ派生）
- アキハバナ（特殊）

MF4
- マンドラゴラ（プラント+ドラゴン）
- シカバネソウ（プラント+ジョーカー）
- バグバグバナ（プラント+コロペンドラ）
- ココナート（プラント+ヘンガー）
- カボチャペイン（プラント+パンチョ）
- モチサクラ（プラント+モッチー）
- キノタン（プラント+???）

MF5
- ダッチンソウ（プラント+ダックン）
- タテガミプラム（プラント+ガルゥ）
- サンプラー（プラント+???（ガリ））

MFDS
- プラントもどき（プラント+???）

ドラゴン
- 登場作品 = MF1、MF2、ソロモン、PS2MF、MFA、MFA2、MF4、MF5、MFDS、MFDS2、ラグーン

名の通りのドラゴン型モンスター。非常に珍しい伝説のモンスターで、高い攻撃性能を持つ。反面、現代では長く生きられないとされる。「PS2MF」ではモークス派生
ドラゴンを主体としたモンスター
MF1
- ジハード（ドラゴン+ゴーレム）
- ガリエル（ドラゴン+ガリ）
- ラグナロックス（ドラゴン+モノリス）
- テクノドラゴン（ドラゴン+ヘンガー）
- アポカリプス（ドラゴン+???）

MF2
- アテナ（ドラゴン+ピクシー）
- コーカサス（ドラゴン+ビークロン）
- アーマードラゴン（ドラゴン+デュラハン）
- クラスター（ドラゴン+アローヘッド）
- クレバス（ドラゴン+ライガー）
- オセロット（ドラゴン+アーケロ）
- ドドンゴー（ドラゴン+バジャール）
- ギドラス（ドラゴン+メタルナー）
- ディアボロス（ドラゴン+ジョーカー）
- ムー（ドラゴン+???）

PS2MF
- シムルグ（ブリリア派生）
- ザラタン（ザラタン派生）
- ドルゥーガ（タクラマ派生）
- ファフニール（カララギ派生）
- グリュプス（特殊）
- クジャタ（特殊）
- クンフー（特殊）
- ラグナ（特殊）

MFA
- ドラゴンカッツェ（ドラゴン+ニャー）
- ラズウェル（ドラゴン+モッチー）
- フラッシャー（ドラゴン+スエゾー）
- ジャバウォック（ドラゴン+ダックン）
- ファフニール（ドラゴン+ロードランナー）
- ニーズヘッグ（ドラゴン+ナーガ）
- オクトゴン（ドラゴン+タコピ）
- ドルゥーガ（ドラゴン+モギィ）
- クエレプレ（ドラゴン+サイローラー）
- ファードドラゴン（ドラゴン+モモ）
- ザラタン（ドラゴン+レシオネ）
- ウロボロス（ドラゴン+ザン）
- ヴィーヴル（ドラゴン+アントラン）
- ディーヴァ（ドラゴン+???）

MFA2
- ハムスタン（ドラゴン+ハム）
- フェアリフェザー（ドラゴン+スズリン）
- カオスヘッド（ドラゴン+ギタン）
- ゲートキーパー（ドラゴン+ガルゥ）
- ヴリドラ（ドラゴン+???）
- リンドブルム（ドラゴン+???）
- ドラゴンクリスタル（ドラゴン+???）
- ラグナロク（ドラゴン+???）
- フェザーゴールド（ドラゴン+???）
- ワイバーン（ドラゴン+???）
- ディーヴァ（ドラゴン+???）

MF4
- オウルベアード（ドラゴン+ライデン）
- エドッコドン（ドラゴン+???）
- カオスドラゴン（ドラゴン+???（アビス））
- ギガメタル（ドラゴン+???）

MF5
- スラオシャ（ドラゴン+マヤ）
- ペーパードラゴン（ドラゴン+???）

MFDS
- ドラゴンもどき（ドラゴン+???）

MFDS2
- ベガ（ドラゴン+???）
- ウッディー（ドラゴン+???）

マジン
- 登場作品 = MF1

人型モンスター。恥ずかしがりやのため、モノリスやガリとなって現れることが多い。隠しモンスターの一体で、ガリとモノリスに合体素材である古の鏡を使う。
マジンを主体としたモンスター
- スエゾーマニア（マジン+スエゾー）
- ガデューカ（マジン+ナーガ）
- クロロマン（マジン+プラント）
- ガトリングブロー（マジン+ヘンガー）
- アルデバラン（マジン+???）
- ゾンビ（マジン+???）
- ラストバンチョー（マジン+???）

ヘンガー
- 登場作品 = MF1、MF2、ソロモン、PS2MF、MFA2、MF4、MF5、MFDS、MFDS2、オンライン、ラグーン

人型機械モンスターで変形可能。魂を利用して作られたカラクリ（機械＝マシーン）モンスター。隠しモンスターで、ヘンガーを生み出すアイテムを合体の隠し味に、ヘンガーの印がついているモンスターと適当なモンスターを合体させれば生み出せる、レマ砂漠で栄えた文明において生まれたモンスター。機械の体という設定上隠し武器を持っており、バリエーションが豊富で、変形前の姿は小さいが戦闘においては人型のロボットに変化する。タクラマ派生モンスター。
ヘンガーを主体としたモンスター
MF1
- オメガレックス（ヘンガー+ディノ（ロードランナー））
- ガイアー（ヘンガー+ゴーレム）
- プロトメサイアー（ヘンガー+ガリ）
- ダークヘンガー（ヘンガー+モノリス）
- マグネディックス（ヘンガー+???）

MF2
- ガーラント（ヘンガー+ドラゴン）
- ヒューイ（ヘンガー+メタルナー）
- エンドブリンガー（ヘンガー+ジョーカー）
- カラクリ（ヘンガー+モック）
- スケルトン（ヘンガー+???）

PS2MF
- メタニクス（ブリリア派生）
- スカルウェーブ（ゴート派生）
- ダークブリンガー（カララギ派生とヘンガー+ザン）
- キューザ（モークス派生）
- アヴィオネアー（特殊）
- ヴァルカン（特殊）
- バーストライナー（特殊）
- オネンガー（特殊）

MFA2
- ファクトリンガー（ヘンガー+アローヘッド）
- プロトシースリー（ヘンガー+スエゾー）
- トインガー（ヘンガー+ダックン）
- ソウルシール（ヘンガー+ナーガ）
- テンダー（ヘンガー+モモ）
- サブマリンガー（ヘンガー+レシオネ）
- スカルウェーブ（ヘンガー+アントラン）
- プリウス（ヘンガー+ライデン）
- ウォーリアー（ヘンガー+???）
- サーチャー（ヘンガー+???）
- フランケン（ヘンガー+???）

MF4
- アンプッシュ（ヘンガー+???（プラント））

MF5
- スカイウィンドウ（ヘンガー+???（ライガー））

MFDS
- ヘンガーもどき

MFDS2
- プロト・ゼロ（ヘンガー+???）

ニャー
- 登場作品 = MF1、MF2、PS2MF、MFA、MFA2、MF4、MF5、MFDS、MFDS2、オンライン、ラグーン

人形型モンスター。ニャーニャー人形に憧れたモンスターが、姿を真似て生まれてきた。「MF2」の図鑑によると趣味は歌う。「PS2MF」の図鑑によると近頃はお笑いはできると考えている。「MF」の隠しモンスターの一体で、ニャーニャー人形を合体素材にすればできる。「PS2MF」ではカララギ派生モンスター。「MFA2」ではミミニャー〜ブロッサムはミミニャーの姿をしている。「MF4」以降のニャーは人形そのもので、目はボタンになっている。「オンライン」と「ラグーン」ではニャーニャー人形で登場するが、敵である。
ニャーを主体としたモンスター
MF1
- ワン（ニャー+ライガー）
- ママニャー（ニャー+ピクシー）
- バスニャー（ニャー+ゲル）
- ミミニャー（ニャー+ハム）
- センシュ（ニャー+???）
- キング（ニャー+???）
- サンプラザ（ニャー+???）

MF2
- カイパン（ニャー+???）

PS2MF
- コンタ（ブリリア派生）
- カメキチ（ゴート派生）
- ニャッキリ（タクラマ派生）
- バンビーニャ（モークス派生）
- ブーチン（特殊）
- ケロ（特殊）
- ニャルダー（特殊）
- ネコボー（特殊）
- ニャセイジン（特殊）

MFA
- イワニャー（ニャー+ゴーレム）
- モチニャン（ニャー+モッチー）
- ドラドラ（ニャー+ドラゴン）
- タラバガニャ（ニャー+アローヘッド）
- スエニャー（ニャー+スエゾー）
- カモニャン（旧名：ニャモノハシ）（ニャー+ダックン）
- ランニャー（ニャー+ロードランナー）
- ニャーガノツカイ（ニャー+ナーガ）
- タコーニャ（ニャー+タコピ）
- モグニャン（ニャー+モギィ）
- サイニャーラ（旧名：ネコミント）（ニャー+サイローラー）
- メタルニャン（ニャー+デュラハン）
- スカルニャー（旧名：マジョーニャン）（ニャー+ジョーカー）
- モモンニャ（ニャー+モモ）
- マリニャー（ニャー+レシオネ）
- カゲネコ（ニャー+ザン）
- アントニャ（旧名：ニャーエモン）（ニャー+アントラン）
- シロクマネコ（ニャー+???）
- バラライニャ（ニャー+???）

MFA2
- ニャンガー（ニャー+ヘンガー）
- バステトニャ（ニャー+ガリ）
- ネコマタ（ニャー+モノリス）
- ミケニャー（旧名シシニャー）（ニャー+ガルゥ）
- ニャッパライ（ニャー+???）
- シロニャー（ニャー+???）
- ミミニャー（ニャー+???）
- シルバニオ（ニャー+???）
- ケットシー（ニャー+???）
- ブロッサム（ニャー+???）

MF4
- バウバウ（ニャー+バクー）
- ヨロシクニャン（ニャー+???）

MF5
- コアクニャー（ニャー+ギタン）
- グレニャー（ニャー+リッパー）
- ニャンバット（ニャー+???）

MFDS
- ニャーもどき（ニャー+???）
- クマニャー（ニャー+???）
- にゃーこ（ニャー+???）

MFDS2
- ニャンバット（ニャー+アビス）
- パンニャ（ニャー+パンチョ）

ラウー
- 登場作品 = MF1、MF2

猿型モンスター。伝説になっているほど「なまけもの」のモンスター。育成するのには相当の根気が必要。隠しモンスターの一体で、合体に超溺愛のモンスター2体と合体素材にマジックバナナを使う。「MF2」の図鑑によると普段は何も考えていないという。
ラウーを主体としたモンスター
MF1
- ラウロック（ラウー+ゴーレム）
- ウッキー（ラウー+ハム）
- ボス（ラウー+ガリ）
- ラウレシアン（ラウー+プラント）
- トガリア（ラウー+???）
- ムッキーニ（ラウー+???）
- オ・ヤージ（ラウー+???）

MF2
- ゴールドダスト（ラウー+???）

ゴースト
- 登場作品 = MF1、MF2、ソロモン

幽霊型モンスターでシルクハットを被っている。ブリーダーのもとを離れられないモンスターの魂が円盤石の中身を乗っ取ったもの。「MF」の隠しモンスターの一体で、合体に呪いの印がついているモンスターと適当なモンスターを合体させればできる。
ゴーストを主体としたモンスター
MF1
- チョンマゲ（ゴースト+???）

MF2
- シェフ（ゴースト+???）

ラクガキ
- 登場作品 = MF1、MFA2

ラクガキから生まれた、マニアしか知らないモンスター。「MF」の隠しモンスターの一体で、合体にラクガキモノと適当なモンスターを合体させることで解禁される。テクモが作った「がんばれギンくん」を元にした自社ネタであり、覚える技も同ゲームに由来している。
ラクガキを主体としたモンスター
MF1
- ハエツキ（ラクガキ+???）
- ラクガキツー（ラクガキ+???）
- ナンゴクラクガキ（ラクガキ+???）

MFA2
- アカペン（ラクガキ+???）
- レインボウ（ラクガキ+???）
- シマシマ（ラクガキ+???）

ディスク
- 登場作品 = MF1

円盤石そのものの姿を持つ隠しモンスターで、円盤石に描かれたトカゲが本体。解禁の条件はないが、円盤石再生でのみ入手できる。
ディスクを主体としたモンスター
- ヴィゴール（ディスク+???）
- タイヤン（ディスク+???）

### 移植版で追加されたモンスター
2020年4月27日のアップデートで追加された17体のモンスター。ブリーフマン、ボーダー、ティーシャツ、セイラー、トカイノハナ、アポカリプス、マグネティックス、チョンマゲは色違いとして追加、モンスターファーム2からはシロとエクスプレス、ムーが追加され、テクモヤマとキンキライガー、コミは新規で追加された。エクスプレスは2で登場したものに加え、色違いである赤いタイプも登場する。ディスカーマーはアルゴスの戦士に登場する武器に由来する。
- テクモヤマ（ゴーレム+???）
- ブリーフマン（赤）（ゴーレム+???）
- シロ（ライガー+???）
- キンキライガー（ライガー+???）
- エクスプレス（ワーム+???）
- エクスプレス（赤）（ワーム+???）
- ボーダー（赤）（ゲル+???）
- ティーシャツ（黒）（ハム+???）
- セイラー（金）（ナーガ+???）
- トカイノハナ（白）（プラント+???）
- ムー（ドラゴン+???）
- アポカリプス（白）（ドラゴン+???）
- スケルトン（ヘンガー+???）
- マグネティックス（赤）（ヘンガー+???）
- コミ（ゴースト+???）
- チョンマゲ（白）（ゴースト+???）
- ディスカーマー（ディスク+???）

## モンスターファーム2
ケンタウロス
- 登場作品 = MF2、ソロモン（登場するのはフェリオスのみ）、MFDS2

名前のどおりケンタウロスの形をしているモンスターだが、上半身は人ではない。槍を持っている。「MF2」の図鑑によると知的で誇り高く正義感が強い。かつて砂漠地方に多く見られた。
ケンタウロスを主体としたモンスター
MF2
- フェリオス（ケンタウロス+ピクシー）
- サバット（ケンタウロス+ドラゴン）
- イースター（ケンタウロス+ゴーレム）
- チャリオット（ケンタウロス+デュラハン）
- アンタレス（ケンタウロス+アローヘッド）
- ブルーゲイル（旧名：シリウス）（ケンタウロス+ライガー）
- バゾク（ケンタウロス+バジャール）
- デルピエロ（ケンタウロス+ジョーカー）
- パドック（ケンタウロス+???）
- サンダーV（ケンタウロス+???）

MFDS2
- バステト（ケンタウロス+アビス）
- とうりょう（ケンタウロス+バクー）
- ブラックピアス（ケンタウロス+ザン）
- ケンジロウ（ケンタウロス+???）
- ケンタウロスもどき（ケンタウロス+???）

コロペンドラ
- 登場作品 = MF2、PS2MF、MF4、MFDS、MFDS2

虫型モンスターで、1体ではなく3体で直線に並んでおり、3体の顔色は個別に違う。「MF2」の図鑑によると3体のモンスターはそれぞれ勝利・愛・正義の三つの意志を持っている。愛の意志は無視されることが多い。「PS2MF」ではカララギ派生モンスター。
コロペンドラを主体としたモンスター
MF2
- ピーチツリーバグ（コロペンドラ+ピクシー）
- リキッドキューブ（コロペンドラ+ゲル）
- ダイス（コロペンドラ+???）
- イーデン（コロペンドラ+???）

PS2MF
- コロニット（ブリリア派生）
- フカズキン（ゴート派生）
- コロダンゴ（タクラマ派生）
- マリンバ（モークス派生）
- カプッコロ（特殊）

MF4
- ワンコロペ（コロペンドラ+バクー）
- カンビッツ（コロペンドラ+デュラハン）
- ピラニコロ（コロペンドラ+ナーガ）
- テトラ（コロペンドラ+ヘンガー）
- コロッタマ（コロペンドラ+レシオネ）
- コオニッコ（コロペンドラ+モギィ）
- プチオトメ（コロペンドラ+オトヒメ）
- アリコロン（コロペンドラ+アントラン）
- シシッコロ（コロペンドラ+ガルゥ）
- コロメッツ（コロペンドラ+マジロー）
- シグナル（コロペンドラ+???）
- イチッコロ（コロペンドラ+???）
- マンザイトリオ（コロペンドラ+???）
- ダイサンゲン（コロペンドラ+???）

MFDS
- コロペンドラもどき（コロペンドラ+???）

ビークロン
- 登場作品 = MF2、PS2MF、MF4、MF5、MFDS、MFDS2

カブトムシ型モンスターでワームの成長体。「MF2」の図鑑によると頑丈な体と力を備えている。しかし、賢さが低く魔法攻撃（かしこさ攻撃）に弱い。「PS2MF」ではモークス派生に属している。
ビークロンを主体としたモンスター
MF2
- ベテルギウス（ビークロン+ドラゴン）
- メルカーバ（ビークロン+ヘンガー）
- ロックロン（ビークロン+ゴーレム）
- センチュリオン（ビークロン+デュラハン）
- テナガハウンド（ビークロン+ライガー）
- コートロアコート（ビークロン+バジャール）
- ジャガーノート（ビークロン+ジョーカー）
- ダックロン（ビークロン+ダックン）
- ナースボーン（ビークロン+???）

PS2MF
- アバランチ（ブリリア派生）
- シザーズ（ゴート派生）
- スコルビー（タクラマ派生）
- モース（カララギ派生）
- ビーロック（特殊）
- ベルクーガ（特殊）
- カンタロス（特殊）
- タンクロン（特殊）

MF4
- ビーゲイター（ビークロン+ロードランナー）
- ジェレイドン（ビークロン+ザン）
- ドリモール（ビークロン+モギィ）
- ロールビート（ビークロン+オギョウ）
- タンクロン2（ビークロン+???）

MF5
- カナブロン（ビークロン+マヤ）
- オーケストロン（ビークロン+???（ガリ））

MFDS
- ビークロンもどき（ビークロン）

チャッキー
- 登場作品 = MF2

人形型モンスター。ニャーより人に近い。「MF2」の図鑑によるとバトルで殺されたブリーダーの恨みが込められている。名前の由来とモデルは映画チャイルド・プレイのチャッキー。
チャッキーを主体としたモンスター
- ベビードール（チャッキー+ピクシー）
- ドラコ（チャッキー+ドラゴン）
- ポルックス（チャッキー+ヘンガー）
- ペブリー（チャッキー+ゴーレム）
- プチナイト（チャッキー+デュラハン）
- バッキー（チャッキー+バジャール）
- メタルグレイ（チャッキー+メタルナー）
- トリッカー（チャッキー+ジョーカー）
- モッキー（チャッキー+モック）
- デンネン（チャッキー+???）

ロードランナー
- 登場作品 = MF2、PS2MF、MFA、MFA2、MF4

恐竜型モンスター。「MF2」の図鑑によるとディノ種とほぼ同じ血統であるがロードランナーはスピードに優れている。ロードランナーが生息しているIMaではディノは発見されていない。「PS2MF」の図鑑によると初心者用モンスターとして書かれている。また性格は素直で、たまにお茶目な所もあり、モークス派生。「MF2」のロードランナーを合体のsubにする時はディノをsubとしたモンスターが生まれる。「MF」から登場しているモンスターをsubでロードランナーを主体としたモンスターはディノを主体としたモンスターに多少似ているが名前は違う。
ロードランナーを主体としたモンスター
MF2
- ピクスロード（ロードランナー+ピクシー）
- サラマンドラ（ロードランナー+ドラゴン）
- アンキロード（ロードランナー+ゴーレム）
- クラブランナー（ロードランナー+アローヘッド）
- ハウルロード（ロードランナー+ライガー）
- エプタメロン（旧名：プチランナー）（ロードランナー+ハム）
- ハチ（ロードランナー+バクー）
- ロードガリニクス（ロードランナー+ガリ）
- タスマニア（ロードランナー+アーケロ）
- デザートランナー（ロードランナー+バジャール）
- ロードマスタード（ロードランナー+スエゾー）
- バジリスク（ロードランナー+ジョーカー）
- スカシラプトル（ロードランナー+ゲル）
- リュウボクリュウ（ロードランナー+モック）
- アロハノランナー（ロードランナー+プラント）
- ブラックロード（ロードランナー+モノリス）
- カッチュウロード（ロードランナー+ワーム）
- ティラノパープル（ロードランナー+ナーガ）
- ゼブランナー（ロードランナー+???）

PS2MF
- パシュミナー（ブリリア派生）
- パラサウロ（ゴート派生）
- ホットロッド（タクラマ派生）
- グランパー（カララギ派生）
- フトランナー（特殊）
- タトゥーンJ（特殊）

MFA
- レオパルド（ロードランナー+ニャー）
- パステルロード（ロードランナー+モッチー）
- ポイズナー（ロードランナー+ダックン）
- カプサイシン（ロードランナー+タコピ）
- アースロッド（ロードランナー+モギィ）
- サイロード（ロードランナー+サイローラー）
- ガントレット（ロードランナー+デュラハン）
- レトリーバー（ロードランナー+モモ）
- パラサウロ（ロードランナー+レシオネ）
- ナイトウォーカー（ロードランナー+ザン）
- スピードスター（ロードランナー+アントラン）
- クロノランナー（ロードランナー+???）
- ピカレスク（ロードランナー+???）

MFA2
- ミルキーウェイ（ロードランナー+スズリン）
- メカロード（ロードランナー+ヘンガー）
- ゴモランナー（ロードランナー+ライデン）
- コカドリーユ（ロードランナー+ギタン）
- サーモジュラス（ロードランナー+???）
- コガネトカゲ（ロードランナー+???）
- アスリート（ロードランナー+???）

MF4
- コカドリーユ（ロードランナー+ギタン）
- キリン（ロードランナー+???）
- ディノ（ロードランナー+???）

デュラハン
- 登場作品 = MF2、PS2MF、MFA、MFA2、MF4、MF5、MFDS、MFDS2、オンライン、ラグーン

ヨーロッパの騎士が使用した鎧の形をしたモンスター、名の由来は「首無し騎士」から、姿自体は実体の無い鎧そのもの。「MF2」の図鑑によると古代騎士達が身に付けていたといわれている鎧がモンスター化したと言われている。「MF2」の図鑑では性格は好戦的だったが、「MFDS2」の図鑑では弱者を助け強者を挫く誇り高いことと、主君に忠誠を尽くすことに変更されている。「PS2MF」の図鑑によるとデュラハンは実際は剣が生きているのではないかと噂されている。モークス派生に属する。
デュラハンを主体としたモンスター
MF2
- レジーナ（デュラハン+ピクシー）
- ベスビオス（デュラハン+ドラゴン）
- ヘラクレス（デュラハン+ビークロン）
- ケルマディクス（デュラハン+ゴーレム）
- ロブリッター（デュラハン+アローヘッド）
- グレシア（デュラハン+ライガー）
- ガルーダ（デュラハン+ヒノトリとタクラマ派生）
- メタルグローリー（デュラハン+メタルナー）
- ジェノサイド（デュラハン+ジョーカー）
- ノーマッド（デュラハン+モック）
- ショーグン（デュラハン+???）
- ブラッディJ（デュラハン+???）
- コクシムソウ（デュラハン+???）

PS2MF
- ハイランダー（ブリリア派生）
- トライドン（ゴート派生）
- ルインセクター（カララギ派生）
- キャバリー（特殊）
- マサラ（特殊）
- フォレストラ（特殊）
- エンキ（特殊）

MFA
- ハルバート（デュラハン+ニャー）
- ブロッサム（デュラハン+モッチー）
- ゴールディ（デュラハン+スエゾー）
- オモロナイト（旧名：アンドレア）（デュラハン+ダックン）
- フォレストラ（デュラハン+ロードランナー）
- ベルセルカス（デュラハン+ナーガ）
- オクトナイト（デュラハン+タコピ）
- アンガス（デュラハン+モギィ）
- リノセロス（旧名：ジュエル）（デュラハン+サイローラ）
- ハイランダー（デュラハン+モモ）
- アクアナイト（旧名：クロコダイル）（デュラハン+レシオネ）
- ベノムレイダー（デュラハン+ザン）
- ヘルメス（デュラハン+アントラン）
- セルバンテス（デュラハン+???）
- ホーリーナイト（デュラハン+???）

MFA2
- チューンナイト（デュラハン+ヘンガー）
- ヘイムダル（デュラハン+ギタン）
- クルースニック（デュラハン+ガリ）
- クーフーリン（デュラハン+モノリス）
- ベイオウルフ（デュラハン+ガルゥ）
- リフレクター（デュラハン+???）
- ブシドー（デュラハン+???）

MF4
- ベルサリース（デュラハン+スズリン）
- キュルビス（デュラハン+パンチョ）
- カゲムシャ（デュラハン+???）
- カオスデュラハン（デュラハン+???（アビス））

MF5
- ツッパラナイト（デュラハン+???）

MFDS
- デュラハンもどき（デュラハン+???）

MFDS2
- コクシムソウZ（デュラハン+???）

アローヘッド
- 登場作品 = MF2、ソロモン(登場するのはセルケトのみ)、MFA、MFA2

ザリガニの形をしたモンスター。「MF2」の図鑑によるとライフと丈夫さに優れている。水中ではスピードは早く敵なしと言われているが水中大会は開催されていない。「MFA2」ではセルケトの作り方は「アローヘッド+???」に変更されて、セルケト~パビルサグはセルケトのグラフィックを使用している。
アローヘッドを主体としたモンスター
MF2
- レマクラスト（アローヘッド+ヘンガー）
- プライヤロックス（アローヘッド+ゴーレム）
- プロテクトアロー（アローヘッド+デュラハン）
- マスタードアロー（アローヘッド+スエゾー）
- セルケト（アローヘッド+ジョーカー）
- バグソイヤー（アローヘッド+モック）
- スモーピオン（アローヘッド+???）

MFA
- カロー（アローヘッド+ピクシー）
- ニャーヘッド（アローヘッド+ニャー）
- ローズリバー（アローヘッド+モッチー）
- ファイアギア（アローヘッド+ドラゴン）
- メリーアロー（アローヘッド+ダックン）
- バイオームシザー（アローヘッド+ロードランナー）
- ブルージャベリン（アローヘッド+ライガー）
- サーペントアロー（アローヘッド+ナーガ）
- カンナロア（アローヘッド+タコピ）
- ランドダイバー（アローヘッド+モギィ）
- サバニ（アローヘッド+サイローラー）
- ナットアロー（アローヘッド+モモ）
- アクアニードル（アローヘッド+レシオネ）
- シゾー（アローヘッド+ザン）
- オルドビス（アローヘッド+アントラン）
- スタルガンナー（アローヘッド+???）

MFA2
- ランドシャーク（アローヘッド+ハム）
- タビチェト（アローヘッド+スズリン）
- セイントアロー（アローヘッド+ガリ）
- イシスガード（アローヘッド+モノリス）
- グラスホッパー（アローヘッド+???）
- アイアンシザース（アローヘッド+???）
- セルケト（アローヘッド+???）
- スコルピオン（アローヘッド+???）
- ギルタブ（アローヘッド+???）
- パビルサグ（アローヘッド+???）

ホッパー
- 登場作品 = MF2

メガネザルに近い形をしたモンスター。「MF2」の図鑑によると言う事を聞かないが多くのブリーダーに愛されている。
ホッパーを主体としたモンスター
- キンダーホップ（ホッパー+ピクシー）
- トビカサゴ（ホッパー+ドラゴン）
- クリック（ホッパー+ライガー）
- ワガハイ（ホッパー+アーケロ）
- エメラルドアイ（ホッパー+バジャール）
- スプリンガー（ホッパー+メタルナー）
- ウシロメデス（ホッパー+スエゾー）
- パチクリ（ホッパー+ジール）
- サクラホップ（ホッパー+モッチー）
- ワイロ（ホッパー+ジョーカー）
- ハネボックリ（ホッパー+モック）
- ケロッパー（ホッパー+???）
- ベニクレ（ホッパー+???）

バクー
- 登場作品 = MF2、PS2MF、MF4、MF5、MFDS、MFDS2

巨大な犬モンスター。「MF2」の図鑑によると面倒なことは嫌いだが素直。「PS2MF」の図鑑によると大食いでしかも外見によらず俊敏。「PS2MF」ではブリリア派生モンスター。「MF5」にはバクー投げという種目にのみ登場している。
バクーを主体としたモンスター
MF2
- マグマックス（バクー+ドラゴン）
- ヒガンテ（バクー+ゴーレム）
- ムシャバクー（バクー+デュラハン）
- アイスバーグ（バクー+ライガー）
- ゴンタ（バクー+ハム）
- ヌッシー（バクー+アーケロ）
- ドン・クラウン（バクー+ジョーカー）
- ギガパイント（バクー+ゲル）
- ダンゴウザカ（バクー+???）

PS2MF
- エレキブタナマズ（ゴート派生）
- コブー（タクラマ派生）
- レオーン（カララギ派生）
- バクシシ（モークス派生）
- ビースリム（特殊）

MF4
- エレキブタナマズ（バクー+レシオネ）
- アカゲーナ（バクー+ガルゥ）
- ヒポポカオス（バクー+リッパー）
- パンダ（バクー+???）

MFDS
- バクーもどき（バクー+???）
- バクバクレーサー（バクー+???）

MFDS2
- ギモ（バクー+???）

アーケロ
- 登場作品 = MF2

猫型モンスター。「MF2」の図鑑によると酒とタバコが好きで仙人と呼ばれている。普段は大人しいがバトルになると激しく戦う。爪や酒、タバコを武器として使う。
アーケロを主体としたモンスター
- アカジジ（アーケロ+ドラゴン）
- ツンドラ（アーケロ+ライガー）
- ゴーディッシュ（アーケロ+ガリ）
- ユズボウズ（アーケロ+スエゾー）
- サクラジイヤ（アーケロ+モッチー）
- クーロン（アーケロ+ジョーカー）
- アックス（アーケロ+???）

グジラ
- 登場作品 = MF2

巨大な鯨で二足歩行をしているモンスター。「MF2」の中でもゴーレムより背が大きい。「MF2」の図鑑によると大食いで普段はあまり役に立たないのでブリーダーは少ない。力やライフは優れている。
グジラを主体としたモンスター
- ピンクグジラ（グジラ+ピクシー）
- グジコーン（グジラ+ライガー）
- ギガロン（グジラ+ゲル）
- キプロス（グジラ+???）

バジャール
- 登場作品 = MF2

壷の形をしたランプに住む魔神。「MF2」の図鑑によると普段はおちゃらけている。自分に悪いことがあるとランプの中に隠れる。バジャールをsubとしたモンスターはアラブ風になる。
バジャールを主体としたモンスター
- ジャバ（バジャール+ジョーカー）
- ジムジョール（バジャール+???）
- マジンバジャール（バジャール+???）
- ウルトラール（バジャール+???）

ヒノトリ
- 登場作品 = MF2、ソロモン、MFA2、MF4、MFDS、MFDS2

鳥の形をし火を纏っているモンスターで伝説扱い。「MF2」の図鑑によると目標実現のための強い意志が宿っている。最後まで諦めない頑固さもある。育成時、自分の死が近づくと何処かに飛ぶ。
ヒノトリを主体としたモンスター
MF2
- ビンチョー（ヒノトリ+???）

MFA2
- ブレイズ（ヒノトリ+???）

MF4
- デスウイング（ヒノトリ+???（ジョーカー））

MFDS
- ヒノトリもどき（ヒノトリ+???）

メタルナー
- 登場作品 = MF2

宇宙人の形をしたモンスター。「MF2」の図鑑によると遠い星から来たと書かれており、感情の殆どが失われているため補完することが目的。メタルナーを主体としたモンスターは感情に関しての情報がある。メタルナーをsubとしたモンスターは近未来のモンスターになる。
メタルナーを主体としたモンスター
- ラブラブセイジン（メタルナー+ピクシー）
- メタゾール（メタルナー+スエゾー）
- ライライ（メタルナー+???）

ジール
- 登場作品 = MF2

雪男のようなモンスターで伝説扱い。「MF2」の図鑑によると雪山で見られて、長い毛で覆われているが夏は苦手。
ジールを主体としたモンスター
- ボンボン（ジール+ピクシー）
- ピアリー（ジール+ライガー）
- カラコルム（ジール+ハム）
- ベンガル（ジール+アーケロ）
- ゾージル（ジール+スエゾー）
- ドクロカブリ（ジール+ジョーカー）
- ビテカン（ジール+???）

モッチー
- 登場作品 = MF2、ソロモン、PS2MF、MFA、MFA2、MF4、MF5、MFDS、MFDS2、オンライン、ラグーン、マジカルドロップモンスターファーム5

桜餅のようなモンスター。「MF2」の図鑑によるとぺたぺたした肌を持ち、愛らしい動きをするため多くのブリーダーを魅了している。「PS2MF」の図鑑によるとキュートな声も魅力の一つとしてあげられている。「PS2MF」ではモークス派生に属している。「MFA2」ではオニッチがモッチーに二本角があり短パンを履いており、オニッチ〜シロオニッチはオニッチの姿をしている。
「オンライン」では、6頭身モッチーと呼ばれるモッチーを6頭身にしたモンスターが登場した。他にも筋肉質で褌を腰に巻いた「ガチムッチー」というモンスターも登場した。(なお、ガチムッチーが登場したのはラグーンの方である。)
モッチーを主体としたモンスター
MF2
- マンナ（モッチー+ピクシー）
- ミタラシ（モッチー+ドラゴン）
- ヨロイモッチー（モッチー+デュラハン）
- ペンギンダマシ（モッチー+ライガー）
- ニャンコロモチ（モッチー+アーケロ）
- ヘルファット（モッチー+ジョーカー）
- ゼラチン（モッチー+ゲル）
- ジェントル（モッチー+???）
- カロリーナ（モッチー+???）
- サクラモッチーニ（モッチー+???）

PS2MF
- シャーベット（ブリリア派生）
- イソベ（ゴート派生）
- ワラビ（タクラマ派生）
- コロロ（カララギ派生）
- スッチー（特殊）
- カパッチ（特殊）
- コスモッチー（特殊）

MFA
- アンコロン（モッチー+ゴーレム）
- ユズモッチ（モッチー+ニャー）
- トロッチ（モッチー+アローヘッド）
- ワラビ（モッチー+スエゾー）
- クチバシトガリ（モッチー+ダックン）
- マリモッチ（モッチー+ロードランナー）
- ポイズンモッチ（モッチー+ナーガ）
- イソベ（モッチー+タコピ）
- ドリモッチ（旧名：モッギチー）（モッチー+モギィ）
- ソーダッチー（モッチー+サイローラー）
- ビター（モッチー+モモ）
- マリンモッチー（モッチー+レシオネ）
- タドン（モッチー+ザン）
- ナマズバンチョ（モッチー+アントラン）
- ウスベニ（モッチー+???）

MFA2
- ムッチー（旧名：コットン）（モッチー+ハム）
- ロボチッチ（モッチー+ヘンガー）
- フクロウモドキ（旧名：ヒヨコッチ）（モッチー+ライデン）
- シラタマ（モッチー+ガリ）
- スッチー（モッチー+???）
- マユッマロッチ（モッチー+???）
- オニッチ（モッチー+???）
- アオオニッチ（モッチー+???）
- アカオニッチ（モッチー+???）
- ミドリオニッチ（モッチー+???）
- シロオニッチ（モッチー+???）

MF4
- カブトモッチ（モッチー+ビークロン）
- カボチ（モッチー+パンチョ）
- ギンジ（モッチー+リッパー）
- オサイケM（モッチー+???）
- オニッチ（モッチー+???）

MF5
- ネッタイモチ（モッチー+???（オギョウ））
- メイドッチ（モッチー+???）

MFDS
- モッチーもどき（モッチー+???）

MFDS2
- クロモッチー（モッチー+モノリス）

ラグーン
- ゲンキッチー - 元ネタはアニメ版モンスターファームの登場人物ゲンキ。
- ガチムッチー

ジョーカー
- 登場作品 = MF2、ソロモン、PS2MF、MFA、MFA2、MF4、MF5、MFDS、MFDS2

仮面を被り大鎌を持ったモンスター。「MF2」では仮面は不気味な道化師の様な模様があり道化師に見えるが、「PS2MF」以降は模様はなく髪と翼がはえており死神の様な姿となった。「MF2」の図鑑によると性格は極悪で封印されていたが、現代に蘇った。「MF2」のジョーカーをsubとしたモンスターは性格が極悪なモンスターもあればジョーカーに影響されたモンスターもある。「PS2MF」ではモークス派生モンスター。「MFA2」ではメフィスト〜レクイエムは普通のジョーカーとは翼と鎌の形状が違う。
ジョーカーを主体としたモンスター
MF2
- ヘルハート（ジョーカー+ピクシー）
- フレアデス（ジョーカー+ドラゴン）
- ツームストーン（ジョーカー+ゴーレム）
- ブルーテラー（ジョーカー+ライガー）
- スイシーダ（ジョーカー+バジャール）
- スプラッター（ジョーカー+???（サイローラ））

PS2MF
- マギー（特殊派生）

MFA
- ルナソス（ジョーカー+ニャー）
- ジャグラー（ジョーカー+モッチー）
- シザーマン（ジョーカー+アローヘッド）
- マスカラー（ジョーカー+スエゾー）
- クロッカス（ジョーカー+ダックン）
- グラスキーパー（ジョーカー+ロードランナー）
- グリッター（ジョーカー+ナーガ）
- デモンマリーナ（ジョーカー+タコピ）
- アストラル（ジョーカー+モギィ）
- クレイブディバー（ジョーカー+デュラハン）
- エリゴリ（ジョーカー+モモ）
- シービショップ（ジョーカー+レシオネ）
- ソウルリーパー（ジョーカー+ザン）
- アンダーテイカー（ジョーカー+アントラン）
- ゲシュペンスト（ジョーカー+???）
- スカルゴールド（ジョーカー+???）

MFA2
- ダークプレデター（ジョーカー+???）
- ヘルロード（ジョーカー+???）
- エンマ（ジョーカー+???）
- メフィスト（ジョーカー+???）
- ネクロマンサー（ジョーカー+???）
- レクイエム（ジョーカー+???）

MF4
- ガース（ジョーカー+???（デュラハン））

MF5
- トーリョー（ジョーカー+???）

MFDS
- ジョーカーもどき（ジョーカー+???）

MFDS2
- ヴァーチャー（ジョーカー+ヒノトリ）
- ベレッタ（ジョーカー+???）

ネンドロ
- 登場作品 = MF2

粘土のようなモンスター。「MF2」の図鑑によるとネンドロは手を広げると、かなりの大きさになる。性格は真面目で照れ屋。
ネンドロを主体としたモンスター
- フラッペ（ネンドロ+ライガー）
- ドクドク（ネンドロ+ジョーカー）
- アクアクレイ（ネンドロ+ゲル）
- バトルクレイ（ネンドロ+???）

ウンディーネ
- 登場作品 = MF2、PS2MF、MF4、MF5、MFDS、ラグーン

精霊型モンスター。「PS2MF」以降のウンディーネ（海岸派生とピクシー+レシオネ）はピクシーを主体としたモンスターとして登場し、「MFA」ではピクシー種にマーメイド（ピクシー+レシオネ）を作ることが可能になった。
「MF2」の図鑑によると深海に潜む。戦いは好きではないが、苦手ではない。「PS2MF」の図鑑によるとピクシーのゴート派生ウンディーネからウンディーネの種族が出来たと書かれている。ゲルと噂されたことがある。
「ラグーン」でピクシーと独立して登場するが、外見は変わっている。
ウンディーネを主体としたモンスター
- セイレーン（ウンディーネ+ジョーカー）
- マーメイド（ウンディーネ+???）

ナイトン
- 登場作品 = MF2

アンモナイトのようなモンスター。「MF2」の図鑑によると性格は臆病で驚くと殻に閉じこもる。ただし負けず嫌いな一面を持つ。
ナイトンを主体としたモンスター
- アンモン（ナイトン+ゴーレム）
- ナイトナイトン（ナイトン+デュラハン）
- トラガイ（ナイトン+アーケロ）
- アラビアンナイトン（ナイトン+バジャール）
- メタルジェル（ナイトン+メタルナー）
- スカシガイ（ナイトン+ゲル）
- バウムクーヘン（ナイトン+モック）
- ドリブラー（ナイトン+???）
- ラジアル（ナイトン+???）
- ディスクナイトン（ナイトン+???）

モック
- 登場作品 = MF2

木の形をしたモンスター。「MF2」の図鑑によると様々なモンスターの思念を受け止めているため、殆どが邪悪な感情を持つ。
モックを主体としたモンスター
- カーボン（モック+ジョーカー）
- シラカバ（モック+???）
- デンチュウ（モック+???）

ダックン
- 登場作品 = MF2、ソロモン、PS2MF、MFA、MFA2、MF5、MFDS、MFDS2

鳥人形の様なモンスター。「MF2」の図鑑によると古代では重要な任務を持っていたといわれている。「PS2MF」の図鑑によると性格はロマンチストであったが、「MF5」では気分屋に変更。「PS2MF」ではブリリア派生モンスター。
ダックンを主体としたモンスター
MF2
- ブロックン（ダックン+ゴーレム）
- チックン（ダックン+スエゾー）
- スイカン（ダックン+???）
- カークン（ダックン+???）

PS2MF
- ワックン（ゴート派生）
- カラカラックン（タクラマ派生）
- トークンポークン（カララギ派生）
- ドックン（モークス派生）
- カザムックン（特殊）
- コケックン（特殊）
- デンクン（特殊）
- ダルマックン（特殊）

MFA
- ピーカン（ダックン+ピクシー）
- キンクン（ダックン+ニャー）
- モチクン（ダックン+モッチー）
- ヒックン（ダックン+ドラゴン）
- アロックン（ダックン+アローヘッド）
- ユズクン（ダックン+ロードランナー）
- カモメックン（ダックン+ライガー）
- ブドークン（ダックン+ナーガ）
- タッコン（ダックン+タコピ）
- チャックン（ダックン+モギィ）
- サイクン（ダックン+サイローラー）
- トリコックン（ダックン+デュラハン）
- ボウクン（ダックン+ジョーカー）
- ドックン（ダックン+モモ）
- レッスン（ダックン+レシオネ）
- ザンネン（ダックン+ザン）
- キューカン（ダックン+アントラン）
- ファンタジスタ（ダックン+???）
- ピヨックン（ダックン+???）

MFA2
- オレオックン（ダックン+ハム）
- ドラッグン（ダックン+スズリン）
- パラドックン（旧名：ドックン）（ダックン+ギタン）
- ウズラックン（ダックン+ガリ）
- レオックン（ダックン+ガルゥ）
- オフランス（ダックン+???）
- コンガリー（ダックン+???）
- ナスックン（ダックン+???）

MF4
- マチュピチュ（ダックン+ヘンガー）
- カモチャ（ダックン+パンチョ）
- カンテーセークン（ダックン+???）
- バクレッツン（ダックン+???）
- ツタンカーメン（ダックン+???（ファルコ））

MF5
- ピータン（ダックン+リッパー）
- マガモックン（ダックン+マヤ）
- ミヤピヤカン（ダックン+???）

MFDS
- リクウ（ダックン+アビス）
- ダックンもどき（ダックン+???）

### ノラモン
「MF2」で修行のあとに稀に遭遇するモンスター。ここで記すのはいずれもノラモン専用のレアモンスターであり、プレイヤーが育成することはできない。
ファイアーウォール（モノリス+???）
- 登場作品：MF2

マンディー砂漠で遭遇するランクAのモノリス。模様は炎。「MF2」の図鑑によると厳しいブリーダーの元から逃げ出すため小屋が火事の時に逃げ出した、名の由来はＰＣの「防御プログラム」から。
サンドゴーレム（ゴーレム+???）
- 登場作品：MF2

マンディー砂漠で遭遇するランクAのゴーレム。「MF2」の図鑑によると主人を亡くして、一人でひっそり生きている。静けさを破るものを許さない。
スナイプ（ケンタウロス+???）
- 登場作品：MF2

マンディー砂漠で遭遇するランクSのケンタウロス。赤い目が特徴。「MF2」の図鑑によると元々は正義の為にしか戦うことのないケンタウロスだった。
ベニクレ（ホッパー+???）
- 登場作品：MF2

トーブル海岸で遭遇するランクAのホッパー。赤い目と翼がホッパーに無い物がある。「MF2」の図鑑によると赤い目があったため見せ物になっていた。
スピナー（アローヘッド+???）
- 登場作品：MF2、MFA

トーブル海岸で遭遇するランクAのアローヘッド。顔が銀色でそれ以外はアローヘッドと同じ色。「MF2」の図鑑によると元々はブリーダーに飼われていたが陸上の生活に耐え切れずブリーダのもとから逃げ出した。「MFA」では育てることが可能。
グジラキング（グジラ+???）
- 登場作品：MF2

トーブル海岸に遭遇するランクSのグジラ。体色が白で額に傷がある。「MF2」の図鑑によると数年前の大地震で太古の眠りから覚めた。
ムネンド（ネンドロ+???）
- 登場作品：MF2

パレパレジャングルで遭遇するランクAのネンドロ。額にある六角形の形をした物が特徴で、これは「MF2」の図鑑によるとバトルで言うことを聞かせるための物だった。
ジュラス（ロードランナー+???）
- 登場作品：MF2

パレパレジャングルで遭遇するランクAのロードランナー。体色がロードランナーとは若干違う。「MF2」の図鑑によると活発なロードランナーが野生化したもの。人間には近寄らない。
キングラウー（ラウー+???）
- 登場作品：MF2

パレパレジャングルに遭遇するランクSのラウー。服を着ているのが特徴。「MF2」の図鑑によると女性ブリーダーに飼われていたが、あまりの服のセンスの無さに捨てられた。
ミカヅキ（アーケロ+???）
- 登場作品：MF2

パパス雪山に遭遇するランクAのアーケロ。「MF2」の図鑑によると元々は優しい性格だったが禁断の酒を飲んでしまい邪悪な心が宿ってしまった。
カムイ（ライガー+???）
- 登場作品：MF2、MFA

パパス雪山に遭遇するランクAのライガー。「MF2」の図鑑によると人間を襲った為処分されそうだった所を逃げ出した。知能はとても高い。「MFA」では育てることが可能で、図鑑によると性格は自信家。
ビックハンド（ジール+???）
- 登場作品：MF2

パパス雪山で遭遇するランクSのジール。赤い目と赤い手が特徴。「MF2」の図鑑によるとビックハンドは絶滅したと考えられていた。
マグマハート（ドラゴン+???）
- 登場作品：MF2、MFA

カウレア火山で遭遇するランクAのドラゴン。マグマの様に燃えている体が特徴。「MF2」の図鑑によると自分のテリトリーが侵す者に対して容赦なく攻撃する。「MFA」では育てることが可能になった。
パニッシャー（ナーガ+???）
- 登場作品：MF2、MFA

カウレア火山で遭遇するランクAのナーガ。胸に大きな傷があり、目は赤い。「MF2」の図鑑によると何者かに殺人モンスターとして育てられた。一説にはモンスターが育てたのではないかといわれている。「MFA」では育てることが可能。
フェニックス（ヒノトリ+???）
- 登場作品：MF2、MFDS2

カウレア火山で遭遇するランクSのヒノトリ。青い炎が特徴。「MF2」の図鑑によるとフェニックスを見ると長生きすると言われているが性格は凶暴。「MFDS2」の図鑑によると絶対零度の炎を身に纏い背徳の心を持つ者が近づくと魂まで凍ってしまい正義の心を持つ者が近づくと心が温かくなる。「MFDS2」では育てることが可能になった。

### レジェンド杯で登場するモンスター
四大大会を制覇した後に招待される「レジェンド杯」で、対戦相手として登場するモンスター。大会ではどちらか片方がランダムで登場し、試合に勝利すれば優勝となる。
シロモッチー（モッチー+???（ゼノン））
- 登場作品：MF2、MFA、MF4、MFDS、MFDS2

大会での名前は「モスト」。全能力が極めて高い。「MF2」の図鑑によると、人と同じが嫌いで自分の肌を変えた。目立ちたがり屋。「MF4」の図鑑によるとモッチーとは宿命のライバル。「MFA」では育てることが可能。
シロゾー（スエゾー+???）
- 登場作品：MF2、MFA

大会での名前は「ポリトカ」。ステータスは攻撃に優れている。「MF2」の図鑑によると、体の色が違うために大切に育てられたが母親に会う為家出。母親自体いない。「MFA」以降では育てることが可能。

## ソロモン
タコピ
- 登場作品：ソロモン、PS2MF、MFA、MFA2

ゲームボーイカラー「ソロモン」から登場した蛸型モンスター。「PS2MF」の図鑑によると普段は大人しいが怒ると目付きが変わり暴れだす。ゴート派生に属している。
タコピを主体としたモンスター
PS2MF
- ユッピ（ブリリア派生とタコピ+???）
- タコミィ（タクラマ派生）
- ピヨピ（カララギ派生）
- ホーホーダコ（モークス派生）
- ジゾーサマ（特殊）
- タコラヅカ（特殊）

MFA
- ピクピ（タコピ+ピクシー）
- スミダコ（タコピ+ゴーレム）
- ニャッピ（タコピ+ニャー）
- モッピ（タコピ+モッチー）
- ドラピ（タコピ+ドラゴン）
- ユデッピ（タコピ+アローヘッド）
- タコレモン（タコピ+スエゾー）
- シカケダコ（タコピ+ダックン）
- タコワサピ（タコピ+ロードランナー）
- アオボウズ（タコピ+ライガー）
- タコムラサキ（タコピ+ナーガ）
- クリボウズ（タコピ+モギィ）
- アロマダコ（タコピ+サイローラー）
- シロガネッピ（タコピ+デュラハン）
- ワルダコピ（タコピ+ジョーカー）
- ケガワダコ（タコピ+モモ）
- レシピ（タコピ+レシオネ）
- シノビダコ（タコピ+ザン）
- ブルーピー（タコピ+アントラン）
- ウインナ（タコピ+???）

MFA2
- タコガンナー（タコピ+ヘンガー）
- アビスッピ（タコピ+ライデン）
- チュウッピ（タコピ+ギタン）
- アカシッピ（タコピ+ガリ）
- クラーケン（タコピ+モノリス）
- タコリーヌ（タコピ+???）
- ディープワン（タコピ+???）
- メタコピ（タコピ+???）

ザン
- 登場作品：ソロモン、PS2MF、MFA、MFA2、MF4、MF5、MFDS、MFDS2

黒色のモンスターで節足生物と人間を足した忍者のようなモンスター。その姿どおり素早さと力に秀でておりビジュアルにおいても人気が高く「PS2MF」の図鑑によると戦闘用モンスターだが、あまりにも危険と見たトカチ人によって封印されたが何処かの科学者が封印を解いた。ブリリア派生。「MFDS2」では知能は人間以上を有している。
ザンを主体としたモンスター
PS2MF
- レツ（ゴート派生）
- ブイ（タクラマ派生とザン+スエゾー）
- シン（カララギ派生とザン+ロードランナー）
- ガイ（モークス派生とザン+モモ）
- イズナ（特殊）

MFA
- シュリ（ザン+ピクシー）
- ゼツ（ザン+ゴーレム）
- ジャキ（ザン+ニャー）
- リョク（ザン+モッチー）
- ホムラ（ザン+ドラゴン）
- レツ（ザン+アローヘッド）
- カグラ（ザン+ダックン）
- カル（ザン+ライガー）
- サガ（ザン+ナーガ）
- バン（ザン+タコピ）
- シド（ザン+モギィ）
- ザキ（ザン+サイローラ）
- ハク（ザン+デュラハン）
- ナラク（ザン+ジョーカー）
- レイ（ザン+レシオネ）
- シグマ（ザン+アントラン）
- イブキ（ザン+???）
- セツナ（ザン+???）

MFA2
- リン（ザン+スズリン）
- ガイ（旧名：タオ）（ザン+ライデン）
- シヴァ（ザン+ガリ）
- アスラ（ザン+モノリス）
- ヒエン（ザン+ガルゥ）
- ハガクレ（ザン+???）
- ダークラベンダー（ザン+???）
- オボロ（ザン+???（マヤー））

MF4
- アバタ（ザン+コロペンドラ）
- ヤイバ（ザン+リッパー）
- ニセラクガキ（ザン+???）

MF5
- アギラ（ザン+パンチョ）
- ハン（ザン+???）

MFDS
- ツバサ（ザン+ファルコ）
- ザンもどき（ザン+???）

MFDS2
- キラージェネラル（ザン+???）

スズリン
- 登場作品：ソロモン、PS2MF、MFA2、MF4

ゲームボーイカラー「ソロモン」から登場した妖精モンスター。鈴の形をした帽子を被っている。モークス派生。「PS2MF」の図鑑によるとスズリンを発見したのはシロキ博士。「MFA2」ではドラリン〜シスターはスズリンの帽子と服の形状が違う。
スズリンを主体としたモンスター
PS2MF
- ユキリン（ブリリア派生）
- マリリン（ゴート派生）
- セニョーリン（タクラマ派生）
- クリリン（タクラマ派生）
- ホルスタリン（特殊）
- ドラリン（特殊）
- ケロリン（特殊）
- レイリン（特殊）

MFA2
- ジゾーリン（スズリン+ゴーレム）
- キラリン（スズリン+ニャー）
- モモリン（旧名：サクラ）（スズリン+モッチー）
- カキリン（スズリン+タコピ）
- ローリン（スズリン+サイローラ）
- アイリン（スズリン+デュラハン）
- マジョーリン（スズリン+ジョーカー）
- クリリン（スズリン+モモ）
- リンカーベル（スズリン+アントラン）
- ザシキワラリン（スズリン+ヘンガー）
- コロポックリン（スズリン+ライデン）
- チャペル（スズリン+ガリ）
- スミリン（スズリン+モノリス）
- タンコロリン（スズリン+ガルゥ）
- ショーリンジ（スズリン+???）
- ゲコリン（スズリン+???）
- ドラリン（スズリン+???）
- ジングルベル（スズリン+???）
- シスター（スズリン+???）

MF4
- ウサリン（スズリン+ハム）
- ガッチャリン（スズリン+ダックン）
- マリンカリン（スズリン+レシオネ）
- コンドリン（スズリン+ライデン）
- ドラリン（スズリン+ギタン）
- ハンジロリン（スズリン+???）

サイローラ
- 登場作品：ソロモン、PS2MF、MFA、MFA2、MF4

サイがタイヤの上に乗ったモンスター。「PS2MF」では新種のモンスターでタイヤかサイのどちらが本体なのか議論されている。カララギ派生モンスター。
サイローラを主体としたモンスター
PS2MF
- ラビローラ（ブリリア派生とサイローラ+???）
- ビバローラ（ゴート派生）
- アルマローラ（タクラマ派生）
- ベアローラ（モークス派生）
- バリローラ（特殊）
- トルネード（特殊）

MFA
- エローラ（サイローラ+ピクシー）
- ロックンローラ（サイローラ+ゴーレム）
- ニャローラ（サイローラ+ニャー）
- モチローラ（サイローラ+モッチー）
- ハイローラ（サイローラ+ドラゴン）
- アローラ（サイローラ+アローヘッド）
- スエローラ（サイローラ+スエゾー）
- コントローラ（サイローラ+ダックン）
- ロードローラ（サイローラ+ロードランナー）
- ライローラ（サイローラ+ライガー）
- バイオローラ（サイローラ+ナーガ）
- タコローラ（サイローラ+タコピ）
- モグローラ（サイローラ+モギィ）
- メタローラ（サイローラ+デュラハン）
- ドクローラ（サイローラ+ジョーカー）
- モモローラ（サイローラ+モモ）
- シーローラ（サイローラ+レシオネ）
- ネクローラ（サイローラ+ザン）
- クロスローラ（サイローラ+アントラン）
- モトローラ（サイローラ+???）

MFA2
- フットローラー（サイローラ+ハム）
- カーローラ（サイローラ+ヘンガー）
- ラビローラ（サイローラ+ガリ）
- シシローラ（サイローラ+ガルゥ）
- ターボローラ（サイローラ+???）
- スープーラー（サイローラ+???）
- グラップラー（サイローラ+???）

MF4
- バウローラ（サイローラ+バクー）
- コロコローラ（サイローラ+コロペンドラ）
- クイーンローラ（サイローラ+オギョウ）
- スカンクローラ（サイローラ+リッパー）
- ゴスローラ（サイローラ+???）

パンチョ
- 登場作品：ソロモン、PS2MF、MF4、MF5、MFDS2、オンライン、ラグーン

小型モンスターで、カボチャの中にいるのが特徴。「PS2MF」ではお化けカボチャに命が宿ったモンスターとされている。殻であるカボチャは成長せず、新たな殻を探すため畑をあらす。カララギ派生モンスター。
パンチョを主体としたモンスター
PS2MF
- シロンチョ（ブリリア派生）
- シェルンチョ（ゴート派生）
- ツボンチョ（タクラマ派生）
- クリンチョ（モークス派生）
- マキュー（特殊）
- アフロ（特殊）

MF4
- ベビディノ（パンチョ+ロードランナー）
- カブンチョ（パンチョ+ビークロン）
- コロンチョ（パンチョ+コロペンドラ）
- スズンリョ（パンチョ+スズリン）
- シェルンチョ（パンチョ+オギョウ）
- アルマチョ（パンチョ+マジロー）
- ヒョッコリ（パンチョ+???（ダックン））

MF5
- セルンチョ（パンチョ+ゲル）
- ガンメンイシ（パンチョ+ゴーレム）
- マリンチョ（パンチョ+レシオネ）
- プルチネラ（パンチョ+ピロロ）
- クルミッチョ（パンチョ+???）
- ミミッチョフ（パンチョ+???）

MFDS2
- シェルンチョ（パンチョ+オギョウ）
- タマチョ（パンチョ+ニャー）
- プルチネラ（パンチョ+ピロロ）
- ミミッチョ（パンチョ+ジョーカー）
- パンチョもどき（パンチョ+???）

オンライン
- イエチョ
- カブンチョ

ラグーン
- ヒゲチョ

## モンスターファーム（PS2）
レシオネ
- 登場作品：PS2MF、MFA、MFA2、MF4、MF5、MFDS、MFDS2

首長竜型モンスター。「PS2MF」の図鑑によると大きなひれで水中を泳ぎ、曲芸もこなす。性格は甘えん坊。ゴート派生モンスター。
レシオネを主体としたモンスター
PS2MF
- ビアンスノー（ブリリア派生）
- サンドレッシー（タクラマ派生）
- ハイビス（カララギ派生）
- グリリーフ（モークス派生）
- コラール（特殊）
- ディアマンテ（特殊）
- シーピー（特殊）
- メタルヘッド（特殊とレシオネ+ザン）

MFA
- ルピア（レシオネ+ピクシー）
- ブラキオス（レシオネ+ゴーレム）
- サンドレッシー（レシオネ+ニャー）
- マシマロサウルス（旧名：プラッシー）（レシオネ+モッチー）
- マグマレッシー（レシオネ+ドラゴン）
- レビアン（レシオネ+アローヘッド）
- オリビア（レシオネ+スエゾー）
- シルキース（レシオネ+ダックン）
- ハイビス（レシオネ+ロードランナー）
- プラシオ（レシオネ+ライガー）
- グレーピ（レシオネ+ナーガ）
- コラール（レシオネ+タコピ）
- レインディー（レシオネ+モギィ）
- シャーリー（レシオネ+サイローラー）
- ビアンスノー（レシオネ+デュラハン）
- シェイディー（レシオネ+ジョーカー）
- ディアマンテ（レシオネ+モモ）
- パレオ（レシオネ+アントラン）
- イラッシー（レシオネ+???）
- グリリーフ（レシオネ+???）

MFA2
- メルシーネ（レシオネ+スズリン）
- レギアス（レシオネ+ライデン）
- ポイズンレッシー（レシオネ+ギタン）
- レガイア（レシオネ+ガリ）
- ビハクリュウ（レシオネ+???）
- コケモモ（レシオネ+???）

MF4
- スカラビオ（レシオネ+ビークロ）
- ユーマ（レシオネ+ヘンガー）
- ナニワレッシー（レシオネ+???）

MF5
- マーライオン（レシオネ+ガルゥ）
- ウミナイビ（レシオネ+マヤー）
- レシオルカ（レシオネ+???）

MFDS
- ミミズキ（レシオネ+アビス）
- レシオネもどき（レシオネ+???）

モギィ
- 登場作品：PS2MF、MFA、MFA2、MF4

二足歩行のモグラモンスターで帽子を被っている。「PS2MF」の図鑑では16ビートで大地を掘り進む。タクラマ派生。
モギィを主体としたモンスター
PS2MF
- フリース（ブリリア派生）
- オフショア（ゴート派生）
- ティグレ（カララギ派生）
- ボスコ（モークス派生）
- マハラジャン（特殊）
- ブラッキー（特殊）

MFA
- ソプラノ（モギィ+ピクシー）
- アルト（モギィ+ゴーレム）
- ニャギー（モギィ+ニャー）
- クチビリーヌ（旧名：ピース）（モギィ+モッチー）
- レイブン（モギィ+ドラゴン）
- ビーボーイ（モギィ+アローヘッド）
- ティグレ（モギィ+スエゾー）
- シャンソン（モギィ+ダックン）
- ボスコ（モギィ+ロードランナー）
- フリース（モギィ+ライガー）
- トランス（モギィ+ナーガ）
- パンキー（モギィ+タコピ）
- ケミカル（モギィ+サイローラー）
- シベルネティコ（旧名：スラッシュ）（モギィ+デュラハン）
- グランジ（モギィ+ジョーカー）
- カジュアル（モギィ+モモ）
- オフショア（モギィ+レシオネ）
- エッジ（モギィ+ザン）
- オルタナ（モギィ+アントラン）
- スリラー（モギィ+???）
- オリコン（モギィ+???）

MFA2
- タップ（モギィ+ハム）
- シャンソン（旧名：アマービレ）（モギィ+スズリン）
- クラシック（モギィ+ヘンガー）
- ハードラック（モギィ+ギタン）
- レリジオーソ（モギィ+ガリ）
- パーカッショ（モギィ+ガルゥ）
- ラッパー（モギィ+???）
- フーリガン（モギィ+???）
- ユーロビート（モギィ+???）

MF4
- フリーバード（モギィ+ライデン）
- セイメイ（モギィ+???）
- カジュマル（モギィ+???）

モモ
- 登場作品：PS2MF、MFA、MFA2

クルミを持っている小動物モンスター。常に目をつぶっている。「PS2MF」の図鑑によると性格はのんびり屋でマイペース。クルミはアロマセラピーの効果をもたらしている。モークス派生に属している。
モモを主体としたモンスター
PS2MF
- ぺぺ（ブリリア派生）
- ルル（ゴート派生とモモ+レシオネ）
- ザザ（タクラマ派生）
- キキ（カララギ派生）
- パンコ（特殊）

MFA
- ピピ（モモ+ピクシー）
- ザザ（モモ+ゴーレム）
- ニャニャ（モモ+ニャー）
- チッチ（モモ+モッチー）
- ジジ（モモ+ドラゴン）
- ロロ（モモ+アローヘッド）
- クク（モモ+スエゾー）
- ココ（モモ+ダックン）
- トト（モモ+ロードランナー）
- ララ（モモ+ライガー）
- ナナ（モモ+ナーガ）
- チャチャ（モモ+タコピ）
- ギギ（モモ+モギィ）
- ポポ（モモ+サイローラー）
- ディディ（モモ+デュラハン）
- ジョジョ（モモ+ジョーカー）
- ダダ（モモ+ザン）
- ぺぺ（モモ+アントラン）
- バレンシア（モモ+???）
- モセイジン（モモ+???）

MFA2
- ムッハ（モモ+ハム）
- ガガリリ（モモ+ガリ）
- モノモノ（モモ+モノリス）
- シシ（モモ+ガルゥ）
- ホシガキ（モモ+???）
- クロロ（モモ+???）

## モンスターファームアドバンス
アントラン
- 登場作品：MFA、MFA2、MF4

蟻型モンスターで小型かつ二足歩行で歩く。色は青く2本の角が特徴。「MFA」の図鑑によると性格は熱血。
アントランを主体としたモンスター
MFA
- クリンティ（アントラン+ピクシー）
- レイジロック（アントラン+ゴーレム）
- トムキャット（アントラン+ニャー）
- キューティー（アントラン+モッチー）
- ドラグーン（アントラン+ドラゴン）
- アカカゲ（アントラン+アローヘッド）
- ファラオアイ（旧名：キャラバン）（アントラン+スエゾー）
- ヒーロー（アントラン+ダックン）
- グラスビー（アントラン+ロードランナー）
- エース（アントラン+ライガー）
- マーヴル（アントラン+ナーガ）
- オクトバン（アントラン+タコピ）
- チェイサー（アントラン+モギィ）
- ライノライン（旧名：ライナー）（アントラン+サイローラー）
- ジャスティス（アントラン+デュラハン）
- ブラッカス（アントラン+ジョーカー）
- ラクーン（アントラン+モモ）
- シーガル（アントラン+レシオネ）
- イーヴル（アントラン+ザン）
- ゲッコウ（アントラン+???（ガリ））
- ニンジャ（アントラン+???）

MFA2
- ハーケン（アントラン+ハム）
- トリックスター（アントラン+ギタン）
- ファントム（アントラン+モノリス）
- レッドバーン（旧名：ガーディアン）（アントラン+ガルゥ）
- カブトラン（アントラン+???）
- スカルトラン（アントラン+???）

MF4
- エコロジア（アントラン+プラント）
- プロトアンツ（アントラン+ヘンガー）
- ファルコラン（アントラン+ライデン）
- アントレッド（アントラン+???）
- アントイエロー（アントラン+???）
- アントブルー（アントラン+???）
- ダークアントラン（アントラン+???）
- ドライング（アントラン+???）

## モンスターファームアドバンス2
ライデン
- 登場作品：MFA2、MF4、MF5

二足歩行の鳥型モンスター。人間に近い姿で格闘技で戦う。「MFA2」の図鑑によると強さを求める。性格は生真面目だが、ドジもたまにある。
ライデンを主体としたモンスター
MFA2
- ゴールデンアロー（ライデン+ニャー）
- ホウオウ（ライデン+ドラゴン）
- タフィナフ（ライデン+アローヘッド）
- ライデックン（ライデン+ダックン）
- モズオウ（ライデン+モギィ）
- スカイホーン（旧名：バルバルガー）（ライデン+サイローラー）
- グリフォン（ライデン+デュラハン）
- ニュクス（ライデン+ジョーカー）
- ゼピュロス（ライデン+モモ）
- オールブルー（ライデン+アントラン）
- イベルペッカー（旧名：ボレアス）（ライデン+ギタン）
- ホルス（ライデン+ガリ）
- アギラ（旧名：スパルナ）（ライデン+ガルゥ）
- グラシード（ライデン+???）
- ジークンドー（ライデン+???）
- ウルトライデン（ライデン+???）

MF4
- プテラノドン（ライデン+ロードランナー）
- ガーゴイル（ライデン+ナーガ）
- ナスカオーバ（ライデン+ヘンガー）
- フラミーゴ（ライデン+オギョウ）
- アンキロデン（ライデン+マジロー）
- ミミズクデン（ライデン+???）
- ピーコックン（ライデン+???）

MF5
- ナスカーバ（ライデン+ヘンガー）
- フラミンデン（ライデン+ピクシー）
- シーガイル（ライデン+レシオネ）
- キャプテンバード（ライデン+???）

ギタン
- 登場作品：MFA2、MF4、MF5

小悪魔のようなモンスターで小さい三叉の槍を持っている。「MFA2」の図鑑によると地獄より遣って来た見習い悪魔と書かれている。一人前の悪魔になろうと努力するが、いつも失敗する。
ギタンを主体としたモンスター
MFA2
- ブラウニー（ギタン+ニャー）
- ムニタン（旧名：テンタン）（ギタン+モッチー）
- レッドキャップ（ギタン+アローヘッド）
- ギロリタン（旧名：ザントマン）（ギタン+スエゾー）
- ニス（ギタン+ライガー）
- グレムリン（ギタン+ナーガ）
- サイタン（ギタン+サイローラー）
- トリッキン（ギタン+ジョーカー）
- プチブル（ギタン+モモ）
- ザンタン（ギタン+ザン）
- ハムタン（ギタン+ハム）
- ワルタン（ギタン+スズリン）
- メカギッタン（ギタン+ヘンガー）
- プーカ（ギタン+ガリ）
- シシタン（旧名：ギッタンバッタン）（ギタン+ガルゥ）
- カンパネラル（ギタン+???）
- ピックル（ギタン+???）
- デラビー（ギタン+???）
- ミミル（ギタン+???）

MF4
- フンババ（ギタン+バクー）
- グリンドインク（ギタン+コロペンドラ）
- ラフレシタン（ギタン+プラント）
- タンマリン（ギタン+レシオネ）
- ハロウィン（ギタン+パンチョ）
- モズタン（ギタン+ライデン）
- ギリアント（ギタン+アントラン）
- ギャロタン（ギタン+???）

MF5
- マタリン（ギタン+マヤー）
- ヒュードロン（ギタン+???）

ガルゥ
- 登場作品：MFA2、MF4、MF5

獣人型モンスター。「MFA2」の図鑑によると好奇心旺盛で、やんちゃ。常に元気に飛び回っている姿を見ると見る者を元気にする。ゴクゥは「MFA2」ではガルゥ+ハムだったが、「MF4」ではガルゥ+???に変更している。
ガルゥを主体としたモンスター
MFA2
- ギロン（ガルゥ+ピクシー）
- スプリガン（旧名：デルフィ）（ガルゥ+モッチー）
- ピクト（ガルゥ+アローヘッド）
- トライオン（旧名：ベカムゥ）（ガルゥ+スエゾー）
- クスクス（ガルゥ+ロードランナー）
- ウルフゥ（ガルゥ+ライガー）
- キムジナー（ガルゥ+タコピ）
- ルウガルゥ（ガルゥ+ジョーカー）
- オシャン（ガルゥ+レシオネ）
- ムース（旧名：ゴクゥ）（ガルゥ+ハム）
- サムソン（ガルゥ+ヘンガー）
- パック（ガルゥ+ガリ）
- ブラックレオ（ガルゥ+モノリス）
- ライオネル（ガルゥ+???）
- シシオーガ（ガルゥ+???）
- サン（ガルゥ+???）
- パンテオン（ガルゥ+???）

MF4
- バトレオン（ガルゥ+デュラハン）
- ハンギョルゥ（ガルゥ+ナーガ）
- ザベル（ガルゥ+ザン）
- シダオウ（ガルゥ+リッパー）
- ゴクゥ（ガルゥ+???）

MF5
- カピターノ（ガルゥ+ピロロ）
- オジジ（ガルゥ+???）

## モンスターファーム4
オギョウ
- 登場作品：MF4、MFDS、MFDS2

ピンク色の魚型モンスター。「MF4」の図鑑によるとオギョウの美しい姿と優雅な戦い方から、「スタジアムの貴婦人」と呼ばれ、多くのファンがオギョウを応援するぐらい人気がある。
オギョウを主体としたモンスター
MF4
- ハスキーギル（オギョウ+ライガー）
- ギョリューナ（オギョウ+ドラゴン）
- オサカナイト（オギョウ+デュラハン）
- プラウナ（オギョウ+プラント）
- マフィッシュ（オギョウ+ザン）
- カブトウオ（オギョウ+マジロー）
- ラムーナ（オギョウ+リッパー）
- サーファーナ（オギョウ+???）

MFDS
- オギョウもどき（オギョウ+???）

マジロー
- 登場作品：MF4

アルマジロの様なモンスター。「MF4」の図鑑によると性格は寡黙。不器用で日々努力を積み重ねている。
マジローを主体としたモンスター
- ベラルセクト（マジロー+ビークロン）
- サイタンク（マジロー+サイローラ）
- デビマジロ（マジロー+ギタン）
- ケムジロー（マジロー+リッパー）
- モモジロー（マジロー+モッチー）
- フジヤマタートル（マジロー+???）
- カケロー（マジロー+???）

リッパー
- 登場作品：MF4、MF5

イタチのような姿と長い尻尾をもつモンスター。「MF4」の図鑑によると氷と風を操る事ができる。
リッパーを主体としたモンスター
MF4
- ハウルザッパー（リッパー+ライガー）
- フォルクス（リッパー+ハム）
- メイルリッパー（リッパー+デュラハン）
- ヨミイタチ（リッパー+ジョーカー）
- パラサリアン（リッパー+レシオネ）
- ダークウィップ（リッパー+ギタン）
- ナイトシックル（リッパー+???）
- カオスリッパー（リッパー+???）

MF5
- ホロウィッツ（リッパー+ゲル）
- モーロック（リッパー+ゴーレム）
- アルルカーノ（リッパー+ピロロ）
- パイリッパー（リッパー+???）

ピポサル
- 登場作品：MF4

「サルゲッチュ」からゲスト出演。技や仕草はガルゥ種を基本としている。純血がいない事が特徴。
ピポサルを主体としたモンスター
- ピポサル（ピポサル+???）
- 海賊サル（ピポサル+???）
- 赤パンツサル（ピポサル+???）

## モンスターファーム5 サーカスキャラバン
マヤー
- 登場作品：MF5

猫型モンスター。緑色の体表が特徴。「MF5」の図鑑によると光り輝くオーラを持つ。
マヤーを主体としたモンスター
- シーサー（マヤー+ガルゥ）
- ヤミマヤー（マヤー+ジョーカー）
- ティーマヤー（マヤー+ライデン）
- イラブヤー（マヤー+ナーガ）
- チュラマヤー（マヤー+ピクシー）
- ムイマヤー（マヤー+プラント）
- フェーレー（マヤー+リッパー）
- ガッパヤー（マヤー+スエゾー）
- ノラマヤー（マヤー+???）
- ハマーン（マヤー+???）

ピロロ
- 登場作品：MF5、MFDS、MFDS2

小さいピエロの様なモンスター。「MF5」の図鑑によると多数の芸を披露することができる。
ピロロを主体としたモンスター
MF5
- カブロ（ピロロ+ビークロン）
- ドララ（ピロロ+ドラゴン）
- デスピエロ（ピロロ+ジョーカー）
- ホークロア（ピロロ+ライデン）
- プルル（ピロロ+モッチー）
- フラワ（ピロロ+プラント）
- ウララ（ピロロ+ライガー）
- サロメ（ピロロ+ザン）
- ゼブロ（ピロロ+???）
- ゴールドピロロ（ピロロ+???（ガリ））
- シルバーピロロ（ピロロ+???）
- ナイトフライト（ピロロ+???）
- スウィートピロロ（ピロロ+???）

MFDS
- ブリー（ピロロ+ファルコ）
- ピロロもどき（ピロロ+???）

MFDS2
- シャイア（ピロロ+???）

## かいて しゃべって はじめよう!モンスターファームDS
アビス
- 登場作品：MFDS、MFDS2

エジプトのアヌビスの様な体型しているモンスター。「MFDS」の図鑑によると死者を蘇らせる力を持つといわれている。アビスがどこから来ているのかは不明。
アビスを主体としたモンスター
MFDS
- ナービス（アビス+ニャー）
- カルマ（アビス+ピロロ）
- エント（アビス+プラント）
- ウララ（ピロロ+ライガー）
- アビスもどき（アビス+???）
- コスモアビス（アビス+???（ガリ））
- タヌキ（アビス+???）

MFDS2
- シャドウメイジ（アビス+ファルコ）
- ロベルタ（アビス+???）

ファルコ
- 登場作品：MFDS、MFDS2

大型鳥人モンスター。「MFDS」の図鑑によると性格は優しくて力持ちで、平和を愛する。ライデンに近い所を持つが、両者の関係は不明。
ファルコを主体としたモンスター
MFDS
- ユズコ（ファルコ+ニャー）
- ラブコ（ファルコ+オギョウ）
- ピロコ（ファルコ+ピロロ）
- ファルコもどき（ファルコ+???）
- バカファルコ（ファルコ+???）

MFDS2
- ナグアコ（ファルコ+アビス）
- ジ・アスリート（ファルコ+???）

ゼノン
- 登場作品：MFDS、MFDS2

白いモンスター。「MFDS」の図鑑によると昔の呪いが解けて、神話の時代から蘇ったモンスター。伝説によるとゼノンはモンスターの王になる資格を神から与えられている。
ゼノンを主体としたモンスター
MFDS
- ゼノンもどき（ゼノン+???）
- カオスゼノン（ゼノン+???（アビス））

MFDS2
- ガイア（ゼノン+ケンタウロス）
- カエサル（ゼノン+???）

## モンスターファーム オンライン
アンテロ
- 登場作品 = オンライン、ラグーン

山羊型モンスター。山岳派生モンスター。
アンテロを主体としたモンスター
- アルネロ（雪原派生）
- モモテロ（???）

コルヌー
- 登場作品 = オンライン、ラグーン

獣人型モンスター。山地派生モンスター。
コルヌーを主体としたモンスター
- クエルノ（寒冷地派生）
- ゴレヌー（???）

キキモ
- 登場作品 = オンライン、ラグーン

リス型モンスター。岩場派生モンスター。
キキモを主体としたモンスター
オンライン
- ココノ（ジャングル派生）

ラグーン
- カカロ

マムー
- 登場作品 = オンライン、ラグーン

象型モンスター。高地派生モンスター。
マムーを主体としたモンスター
- モストロ（荒地派生）

シグエ
- 登場作品 = オンライン、ラグーン

孔雀型モンスター。高地派生モンスター。
シグエを主体としたモンスター
- ヒノエ（???）

シグニール
- 登場作品 = オンライン、ラグーン

形や能力値と性格、技の使い勝手等から他の作品で言うディノやロードランナーに相当するポジションをつとめているモンスター。山地派生モンスター。
シグニールを主体としたモンスター
- ドラニール（???）

グロブスト
- 登場作品 = オンライン、ラグーン

謎の形をしたモンスター。円盤石派生モンスター。
サラマンダー
- 登場作品 = オンライン、ラグーン

小型モンスター。円盤石派生モンスター。

## モンスターファーム ラグーン
ザイン
- 登場作品 = ラグーン

黒い蟲に近く二足方向で歩くモンスター。「オンライン」では登場予定があったものの終了してしまったため登場できなかった。
ゼッカ
- 登場作品 = ラグーン

機械で出来た蜘蛛型モンスター。「オンライン」では登場予定があったものの終了してしまったため登場できなかった。
アニャムー
- 登場作品 = ラグーン

小さい猫型モンスター。
ペンタ
- 登場作品 = ラグーン

頭に角があるモッチーに近い形をしたモンスター。「オンライン」では登場予定があったものの終了してしまったため登場できなかった。

## 100万人のモンスターファーム
ラムール
- 登場作品 = 100万人

デザートスイーツのホイップクリームような体毛を持っている可愛らしい羊のようなモンスター。女性支持率ナンバー1らしい
ベアタ
- 登場作品 = 100万人

首に赤いスカーフを巻いている子熊型モンスター